# Liste europäischer Süßwasserfische und Neunaugen
Diese Liste europäischer Süßwasserfische und Neunaugen enthält die mehr als 500 Fischarten und Neunaugen (Petromyzontiformes) der Binnengewässer Europas. Die Neunaugen sind zwar als Rundmäuler keine Fische im eigentlichen Sinn, sondern primitive Wirbeltiere in einer eigenen Klasse (Petromyzontida), werden aber aufgrund ihrer fischähnlichen Gestalt und Ökologie traditionell gemeinsam mit den Fischen besprochen. Außer den Neunaugen gehören alle Arten zu den Knochenfischen (Osteichthyes) und, mit Ausnahme der urtümlichen Störartigen (Acipenseriformes), zu den Echten Knochenfischen (Teleostei).
Die Artenvielfalt und Verbreitung der Süßwasserfische in Europa wurden wesentlich durch die letzte Kaltzeit geprägt. Die weitaus größte Gruppe sind die Karpfenartigen (Cypriniformes) mit beinahe 200 Arten, es folgen die Lachsartigen (Salmoniformes) mit etwa 40 Arten. Im Jahr 2007 stufte die Weltnaturschutzunion (IUCN) 200 der 522 Arten als „vom Aussterben bedroht“ ein.
Die Liste ist noch unvollständig, enthält jedoch auch Arten, die vom Menschen eingeführt worden sind (Neozoen), sowie einige Meeresfische und Brackwasserarten, die nur gelegentlich Süßgewässer aufsuchen.

## Neunaugen(Petromyzontiformes)

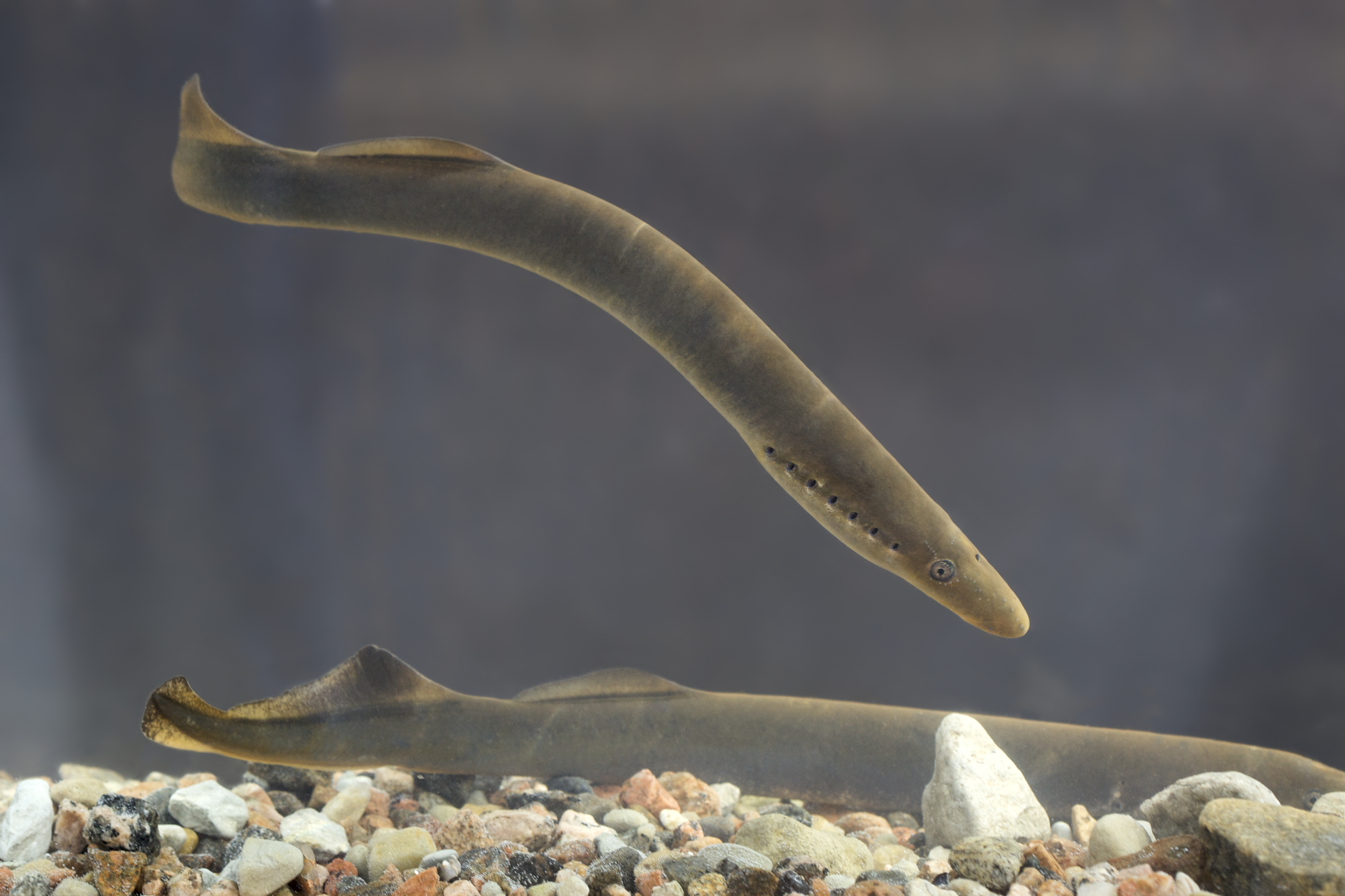
Flussneunaugen (Lampetra fluviatilis)

- Kaspineunauge (Caspiomyzon wagneri)
- Donauneunauge (Eudontomyzon danfordi)
- Griechisches Bachneunauge (Eudontomyzon hellenicus)
- Ukrainisches Bachneunauge (Eudontomyzon mariae)
- Drin-Bachneunauge (Eudontomyzon stankokaramani)
- Donaubachneunauge (Eudontomyzon vladykovi)
- Flussneunauge (Lampetra fluviatilis)
- Bachneunauge (Lampetra planeri)
- Lampetra soljani
- Arktisches Neunauge (Lethenteron camtschaticum)
- Lethenteron reissneri
- Oberitalienisches Neunauge (Lethenteron zanandreai)
- Meerneunauge (Petromyzon marinus)

## Störartige(Acipenseriformes)

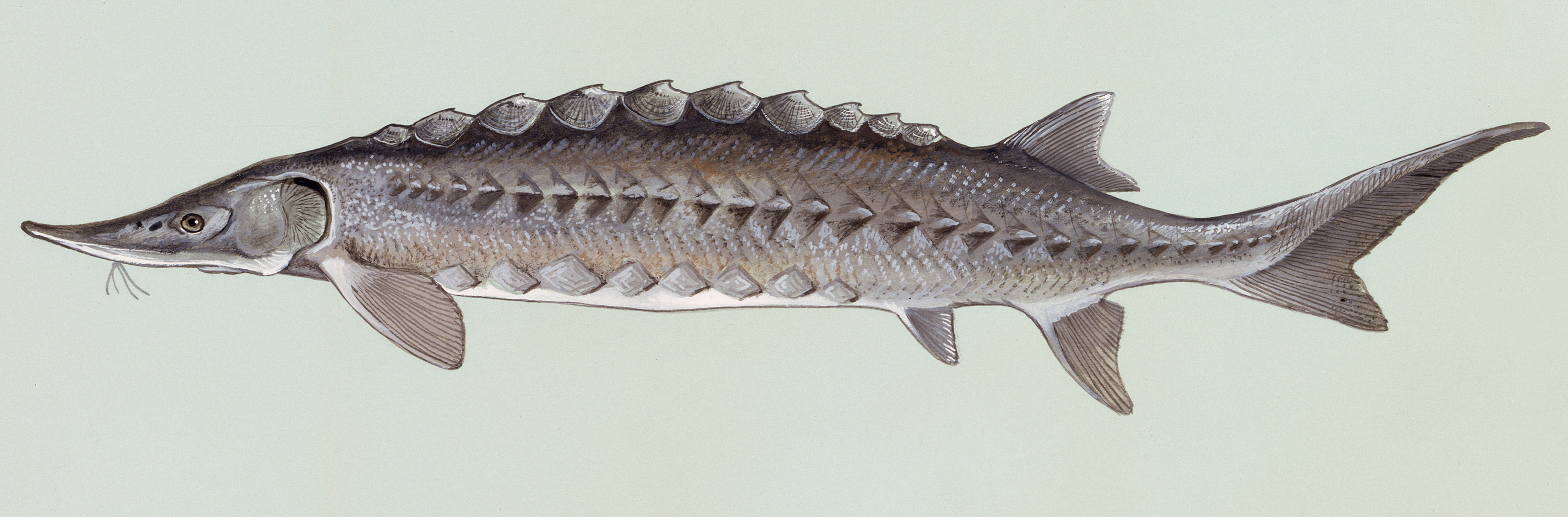
Atlantischer Stör (Acipenser oxyrinchus oxyrinchus)

- Atlantischer Stör (Acipenser oxyrinchus oxyrinchus)
- Europäischer Stör (Acipenser sturio)
- Sibirischer Stör (Huso baerii) (N.)
- Russischer Stör oder Waxdick (Huso gueldenstaedtii)
- Europäischer Hausen (Huso huso)
- Adriatischer Stör (Huso naccarii)
- Glatt-Stör oder Glattdick (Huso nudiventris)
- Persischer Stör (Huso persicus)
- Sterlet (Huso ruthenus)
- Sternhausen (Huso stellatus)
- Löffelstör (Polyodon spathula) (N.)

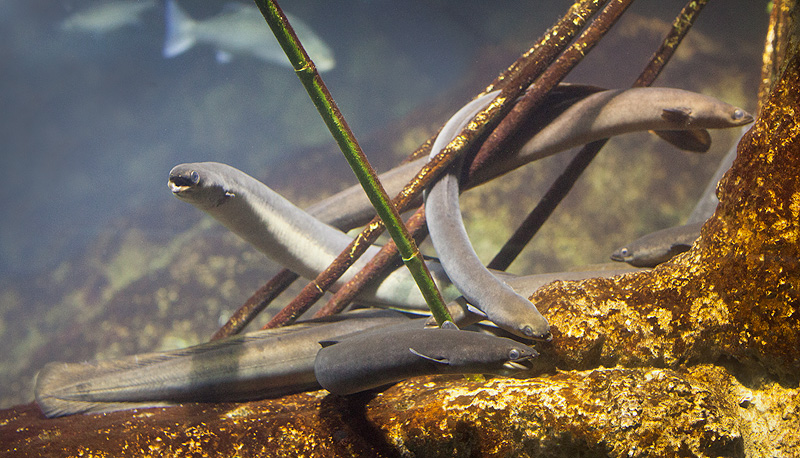
Europäische Aale (Anguilla anguilla)

## Aalartige(Anguilliformes)
- Europäischer Aal (Anguilla anguilla)

## Heringsartige(Clupeiformes)
- Alosa agone
- Alosa algeriensis
- Maifisch (Alosa alosa)
- Kaspi-Maifisch (Alosa caspia)

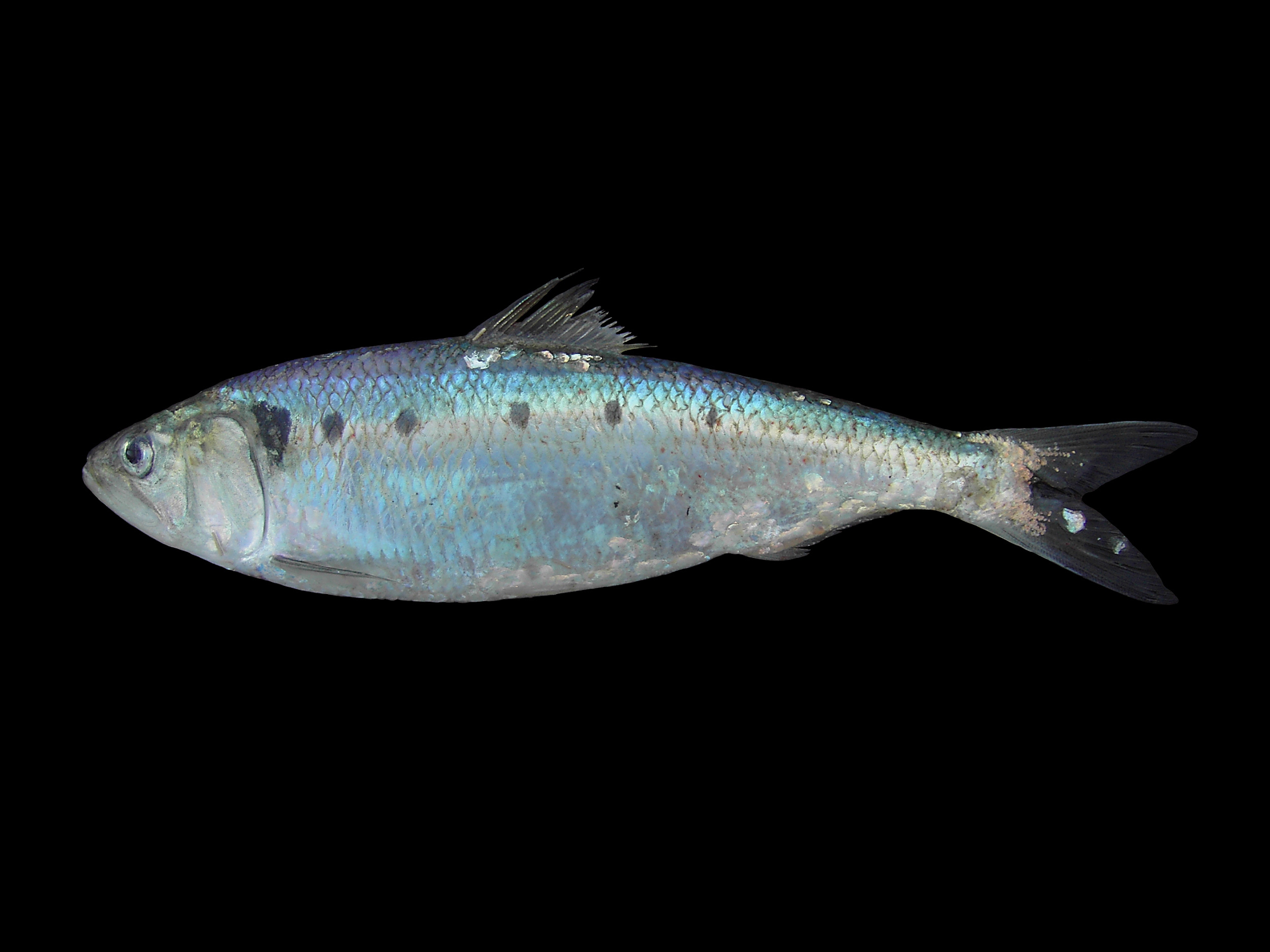
Finte (Alosa fallax)

- Kizilagach-Maifisch (Alosa curensis)
- Finte (Alosa fallax)
- Schwarzmeer-Maifisch (Alosa immaculata)
- Kaspischer Schwarzrücken (Alosa kessleri)
- Alosa killarnensis
- Alosa macedonica
- Kerchen-Maifisch (Alosa maeotica)
- Suworow-Maifisch (Alosa suworowi)
- Alosa tanaica
- Alosa vistonica
- Wolga-Maifisch (Alosa volgensis)
- Abrau-Sardine (Clupeonella abrau)
- Clupeonella caspia
- Tyulka-Sardine (Clupeonella cultriventris)
- Clupeonella tscharchalensis

## Lachsartige(Salmoniformes)
- Coregonus acrinasus
- Kleine Maräne (Coregonus albula)

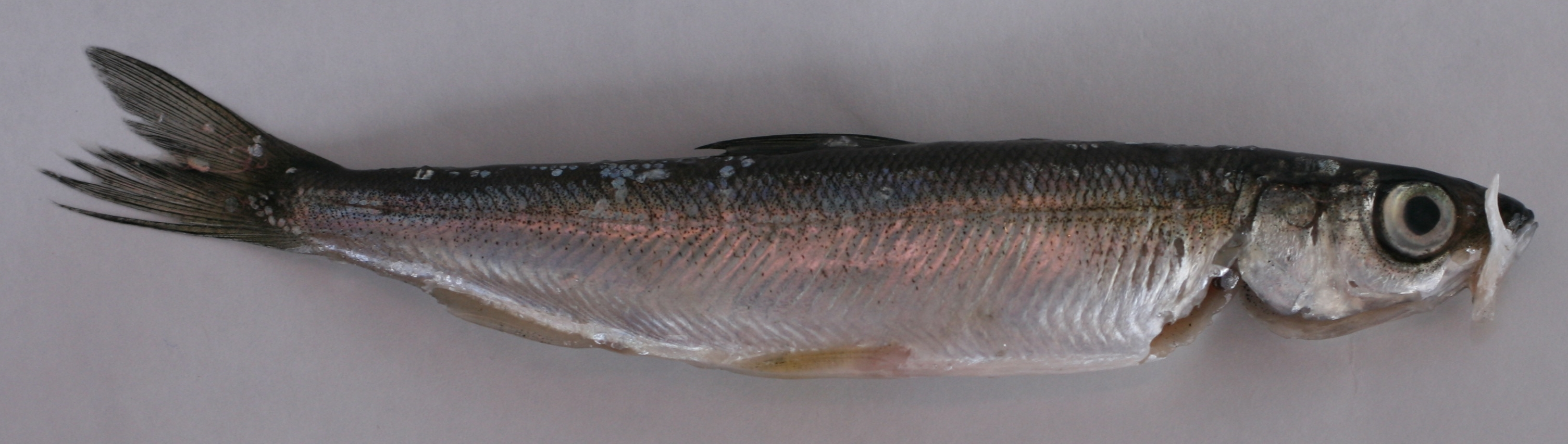
Kleine Maräne (Coregonus albula)

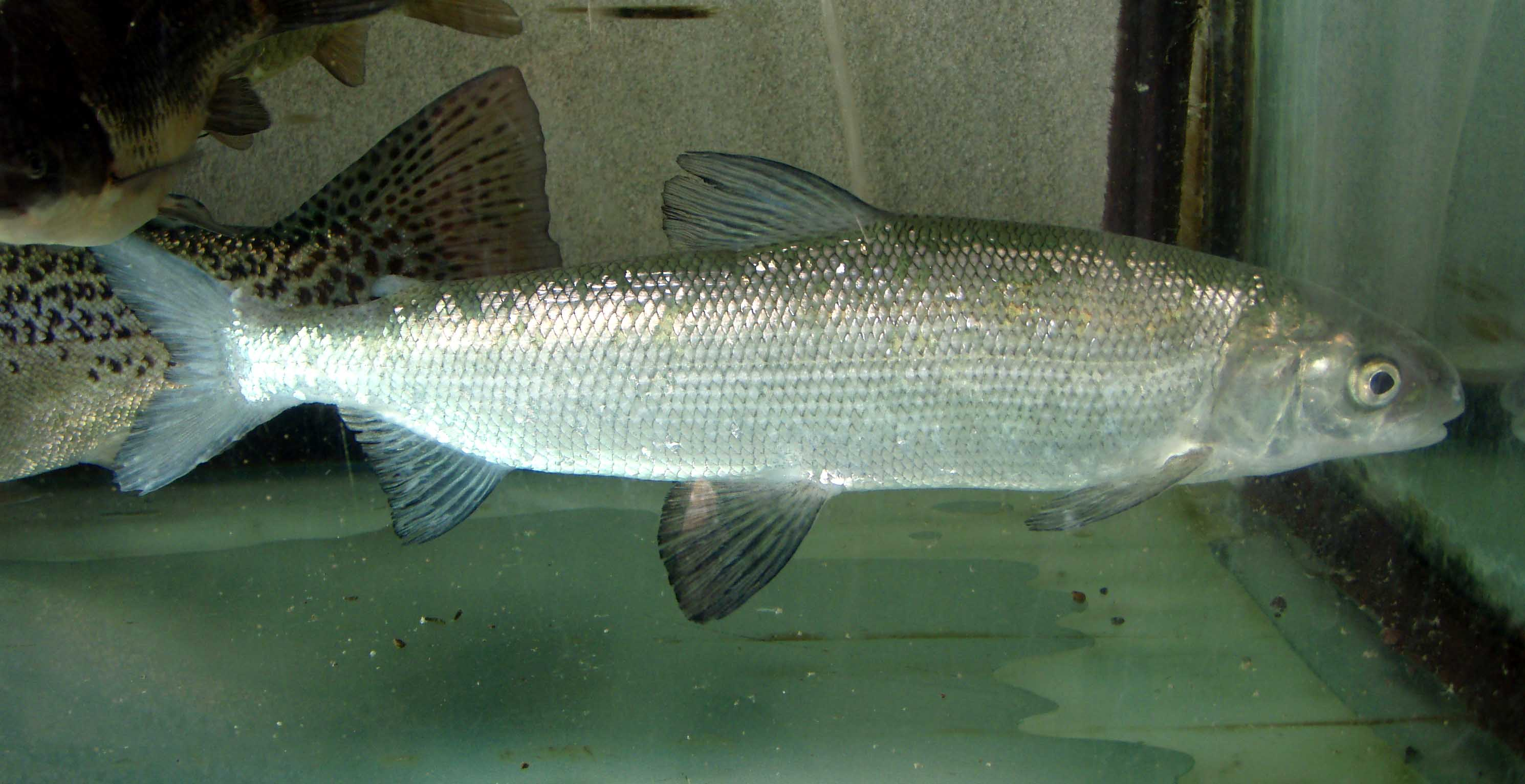
Ostseeschnäpel (C. maraena)

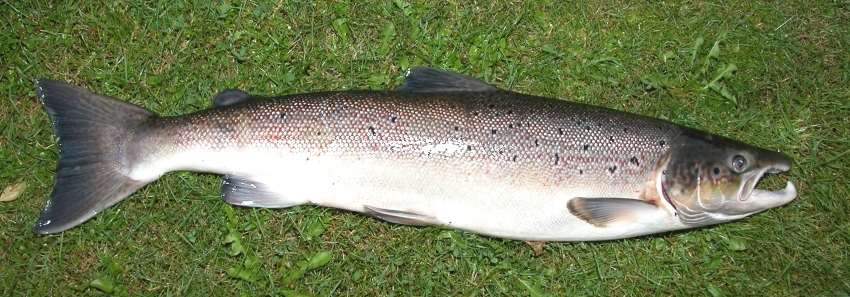
Atlantischer Lachs (Salmo salar)

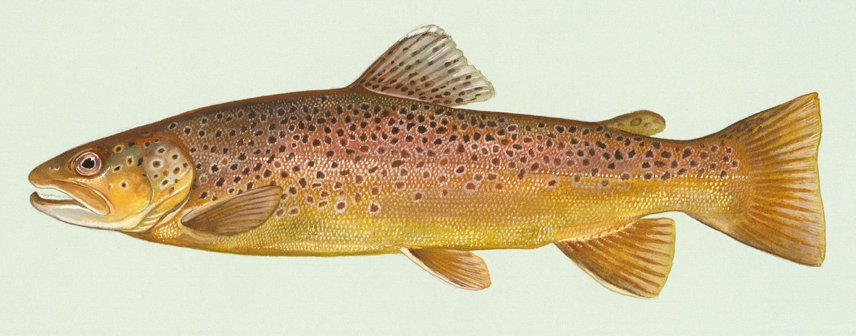
Bachforelle (S. trutta forma fario)

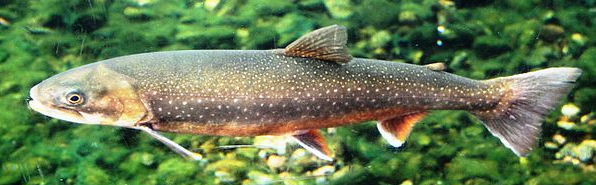
Seesaibling (Salvelinus umbla)

- Atlantische Wandermaräne (Coregonus autumnalis)
- Coregonus baunti
- Ammersee-Kilch (Coregonus bavaricus)
- Coregonus brienzii
- Pfärrig (Coregonus confusus)
- Riedling (Coregonus danneri)
- Albock (Coregonus fatioi)
- Stechlin-Maräne (Coregonus fontanae)
- Lavaret (Coregonus lavaretus)
- Gangfisch (Coregonus macrophthalmus)
- Ostseeschnäpel (Coregonus maraena)
- Coregonus muksun
- Große Bodenrenke (Coregonus nasus)
- Schnäpel (Coregonus oxyrinchus)
- Peledmaräne (Coregonus peled)
- Kleine Bodenrenke (Coregonus pidschian)
- Coregonus profundus
- Coregonus steinmanni
- Bodenseefelchen (Coregonus wartmanni)
- Albeli (Coregonus zugensis)
- Weißlachs (Stenodus leucichthys)
- Donau-Huchen (Hucho hucho)
- Buckellachs (Oncorhynchus gorbuscha) (N.)
- Ketalachs (Oncorhynchus keta) (N.)
- Silberlachs (Oncorhynchus kisutch) (N.)
- Regenbogenforelle (Oncorhynchus mykiss) (N.)
- Salmo aphelios
- Salmo balcanicus
- Gardaseeforelle (Salmo carpio)
- Salmo cenerinus
- Mittelmeer-Bachforelle (Salmo cetti)
- Salmo ciscaucasicus
- Salmo dentex
- Salmo ezenami
- Salmo farioides
- Feroxforelle (Salmo ferox)
- Salmo fibreni
- Schwarzmeerforelle (Salmo labrax)
- Ohridforelle (Salmo letnica)
- Salmo lourosensis
- Salmo lumi
- Salmo macedonicus
- Marmorierte Forelle (Salmo marmoratus)
- Salmo montenigrinus
- Salmo nigripinnis
- Adria-Forelle (Salmo obtusirostris)
- Salmo ohridanus
- Salmo pelagonicus
- Salmo peristericus
- Salmo rhodanensis
- Atlantischer Lachs (Salmo salar)
- † Maiforelle (Salmo schiefermuelleri)
- Salmo stomachicus
- Salmo taleri
- Forelle (Salmo trutta)
- Adria-Forelle (Salmo obtusirostris)
- Wandersaibling (Salvelinus alpinus)
- Salvelinus colii, Seen im Westen Irlands
- Salvelinus evasus, Ammersee
- Salvelinus faroensis, Streymoy
- Salvelinus fimbriatus, Lough Coomasaharn in Irland
- Bachsaibling (Salvelinus fontinalis) (N.)
- Salvelinus gracillimus, Shetlandinseln
- Salvelinus grayi, Lough Melvin in Irland
- Salvelinus killinensis, Schottland
- Salvelinus lepechini, Ladogasee, Onegasee u. a.
- Salvelinus mallochi, Schottland
- Amerikanischer Seesaibling (Salvelinus namaycush) (N.)
- Salvelinus obtusus, Lough Leane u. Muckross Lake
- Salvelinus perisii, Wales
- Salvelinus struanensis, Loch Rannoch u. Loch Ericht
- Seesaibling (Salvelinus umbla)
- Salvelinus willoughbii, Cumbria
- Salvelinus youngeri, Loch Eck
- Europäische Äsche (Thymallus thymallus)

## Stintartige(Osmeriformes)
- Europäischer Stint (Osmerus eperlanus)

## Hechtartige(Esociformes)
- Europäischer Hecht (Esox lucius)
- Esox aquitanicus

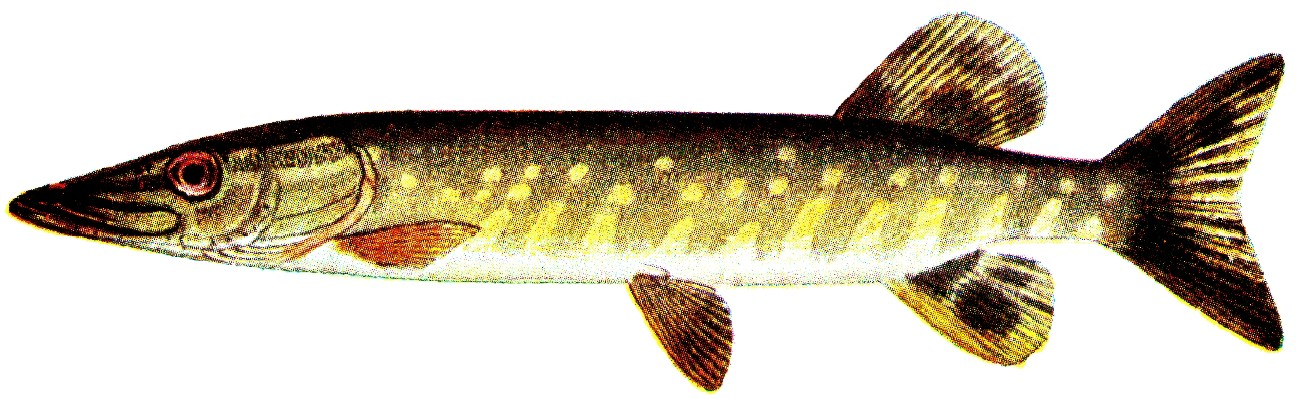
Europäischer Hecht (Esox lucius)

- Italienischer Hecht (Esox cisalpinus)
- Ungarischer Hundsfisch (Umbra krameri)
- Amerikanischer Hundsfisch (Umbra limi) (N.)
- Europäischer Hundsfisch (Umbra pygmaea) (N.)

## Karpfenfische(Cyprinidae)
- Brachse (Abramis brama)
- Zobel (Abramis sapa)

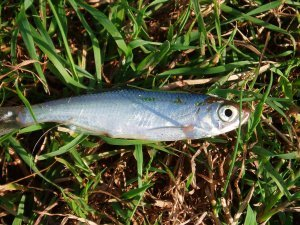
Ukelei (Alburnus alburnus)

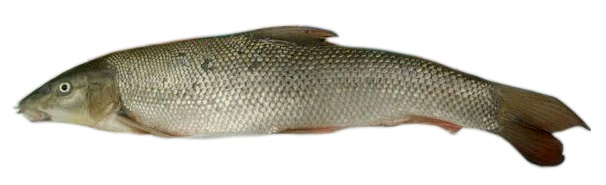
Barbe (Barbus barbus)

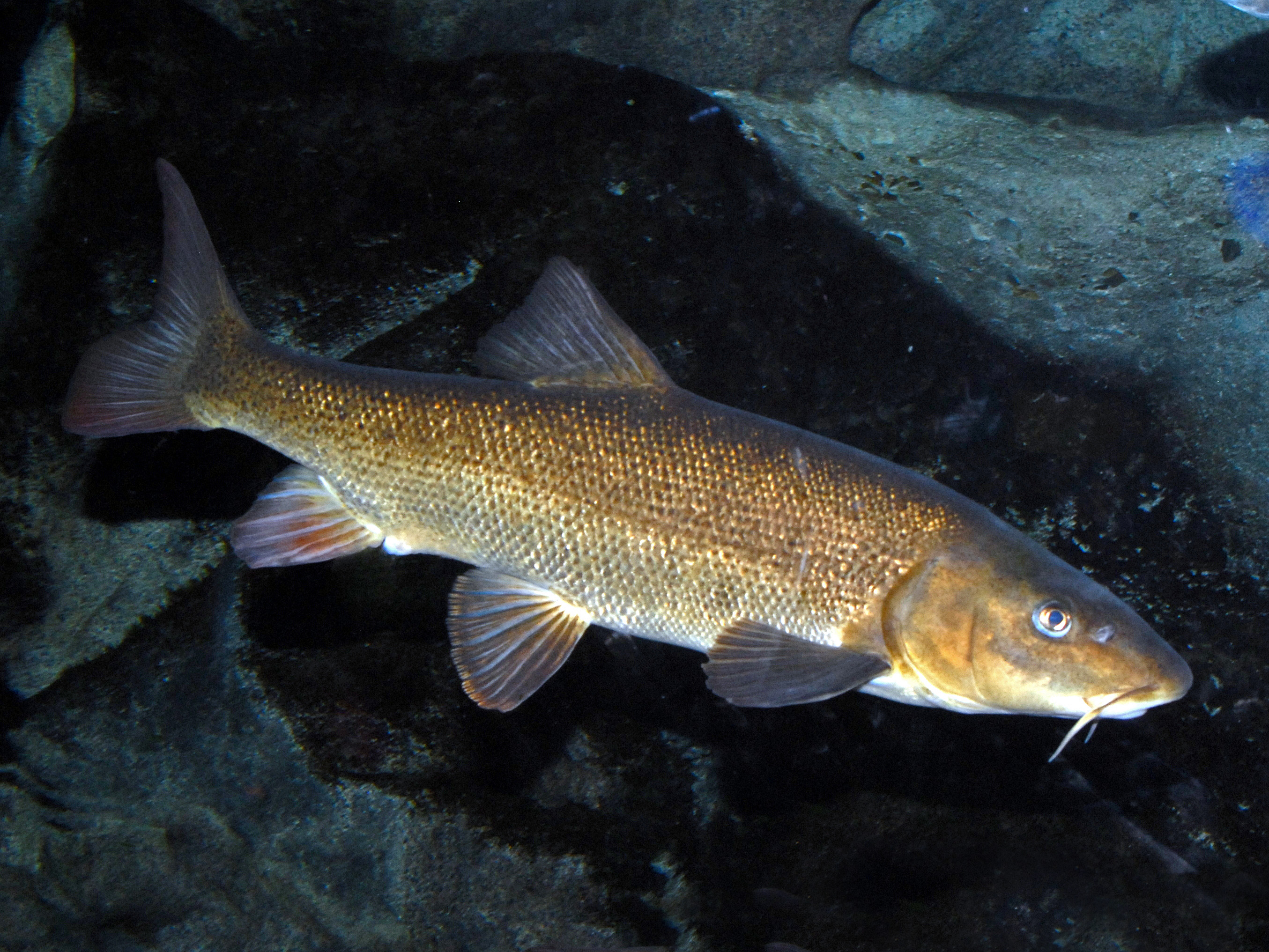
Türkische Barbe (Barbus cyclolepis)

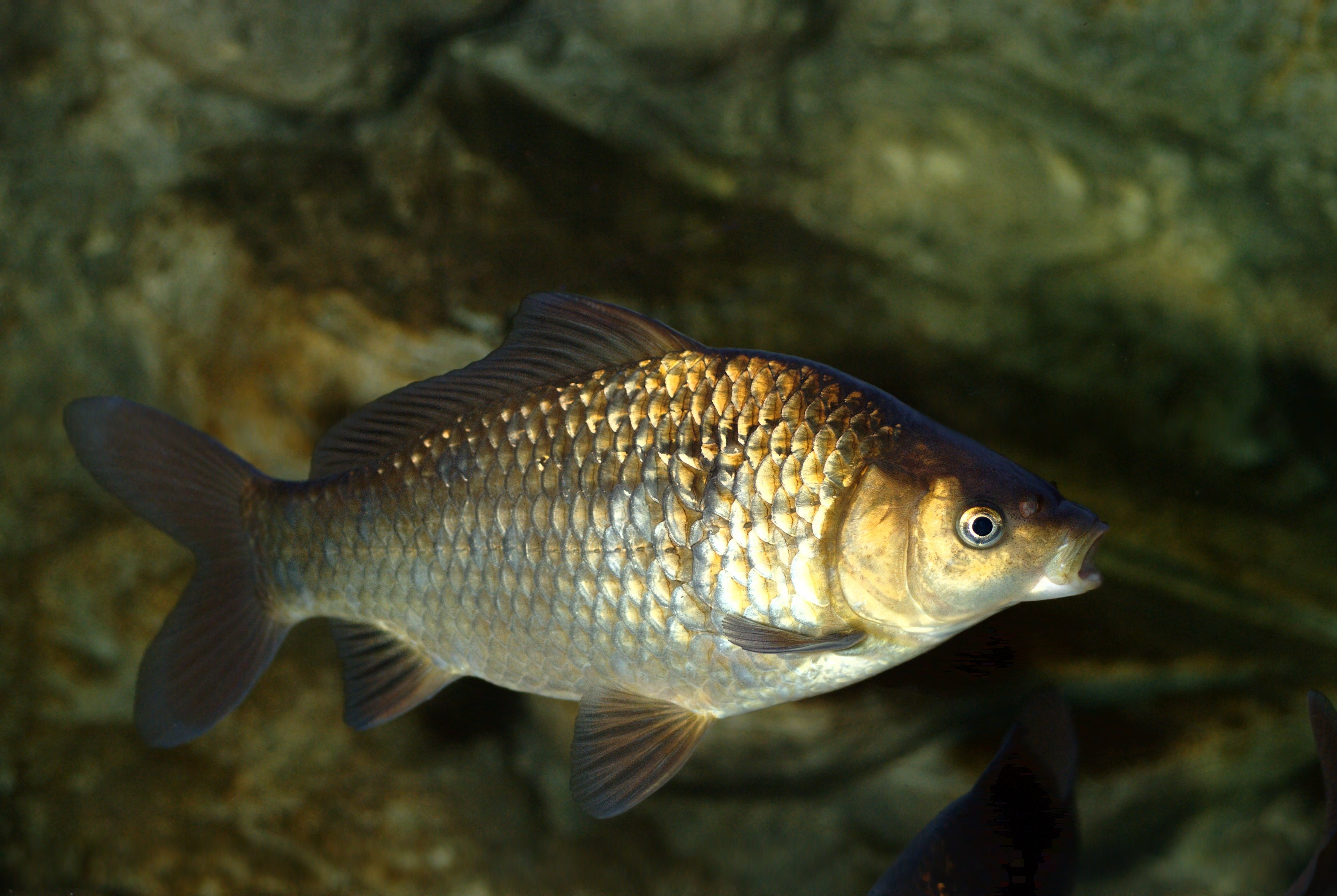
Giebel (Carassius carassius)

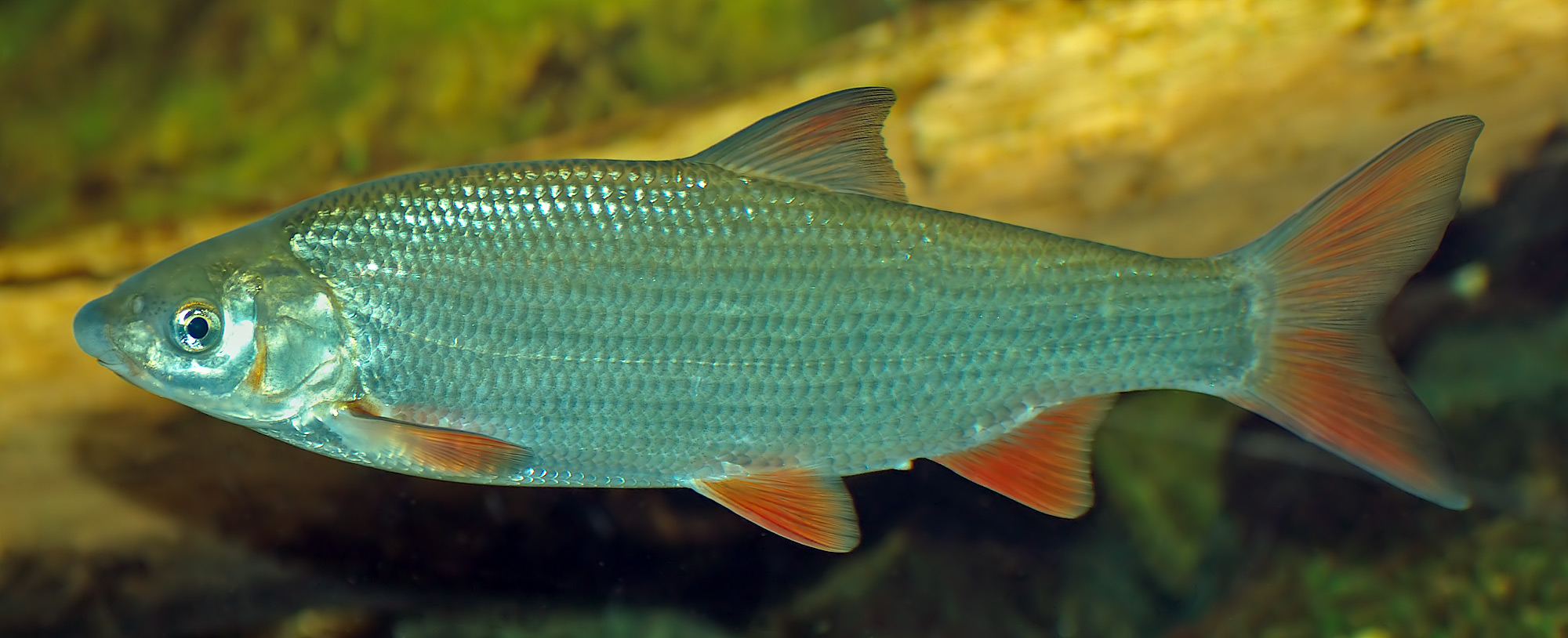
Nase (Chondrostoma nasus)

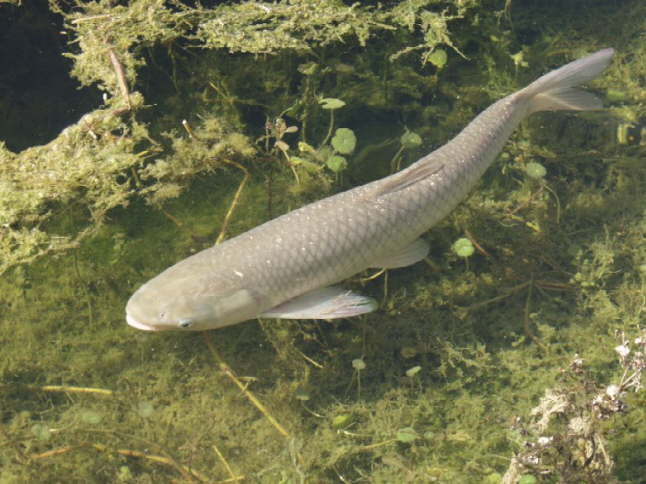
Graskarpfen (Ctenopharyngodon idella)

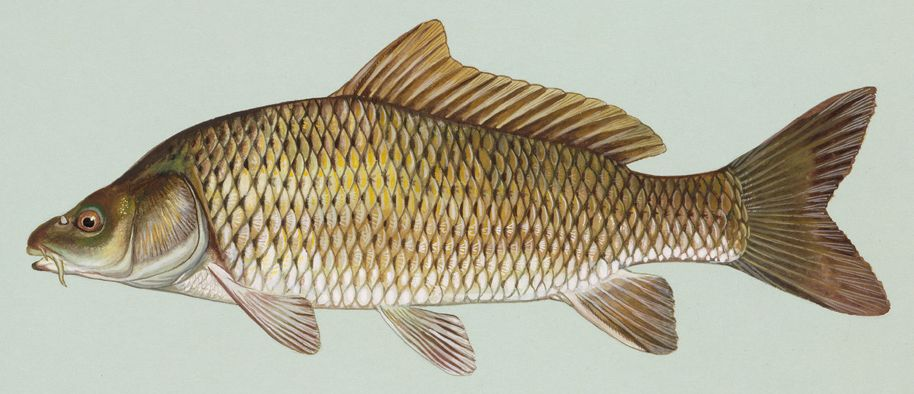
Karpfen (Cyprinus carpio)

Moderlieschen (Leucaspius delineatus)

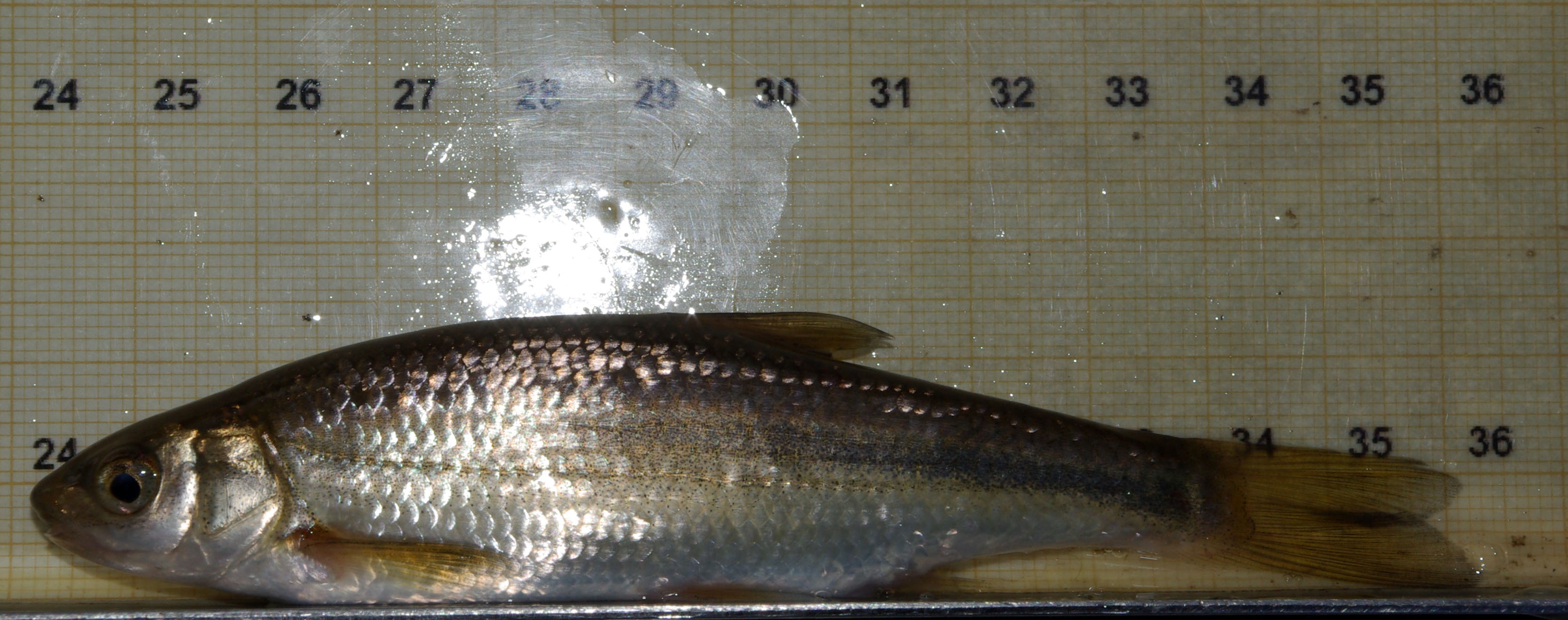
Parachondrostoma miegi

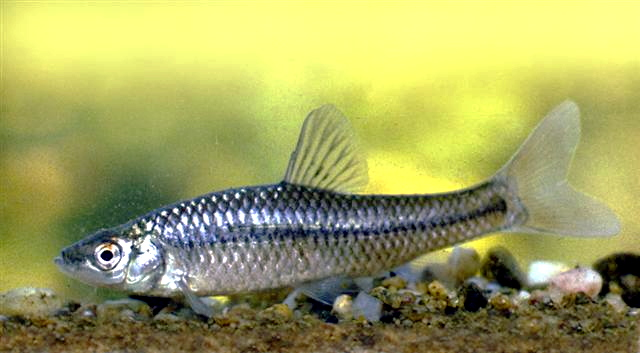
Blaubandbärbling (Pseudorasbora parva)

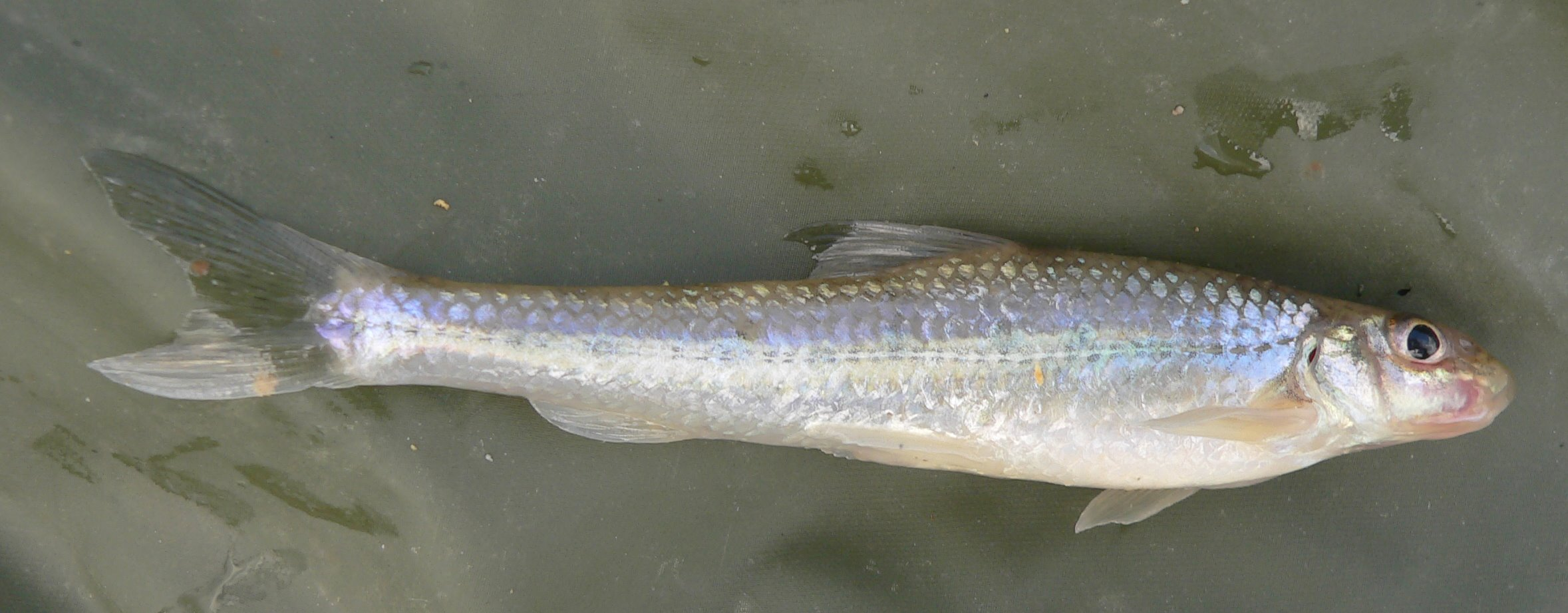
Belings Gründling (Romanogobio belingi)

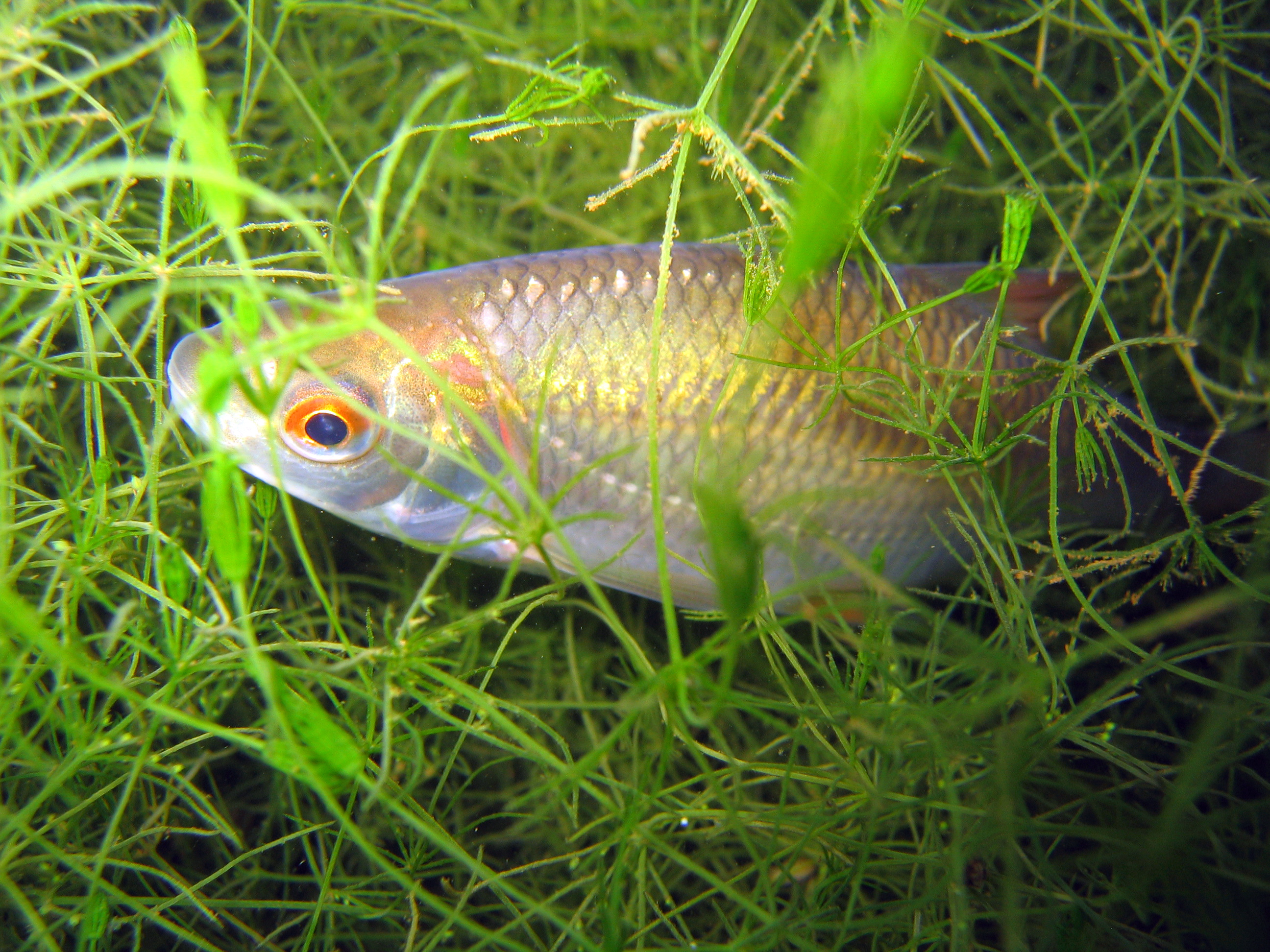
Rotauge (Rutilus rutilus)

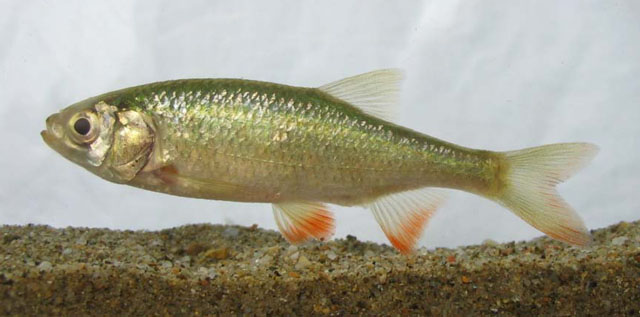
Scardinius racovitzai

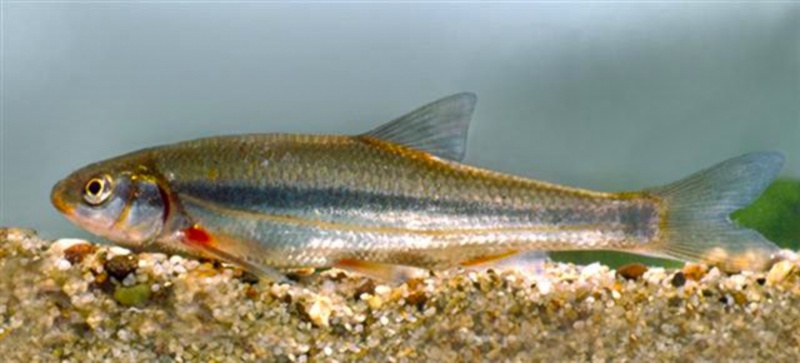
Strömer (Telestes souffia)

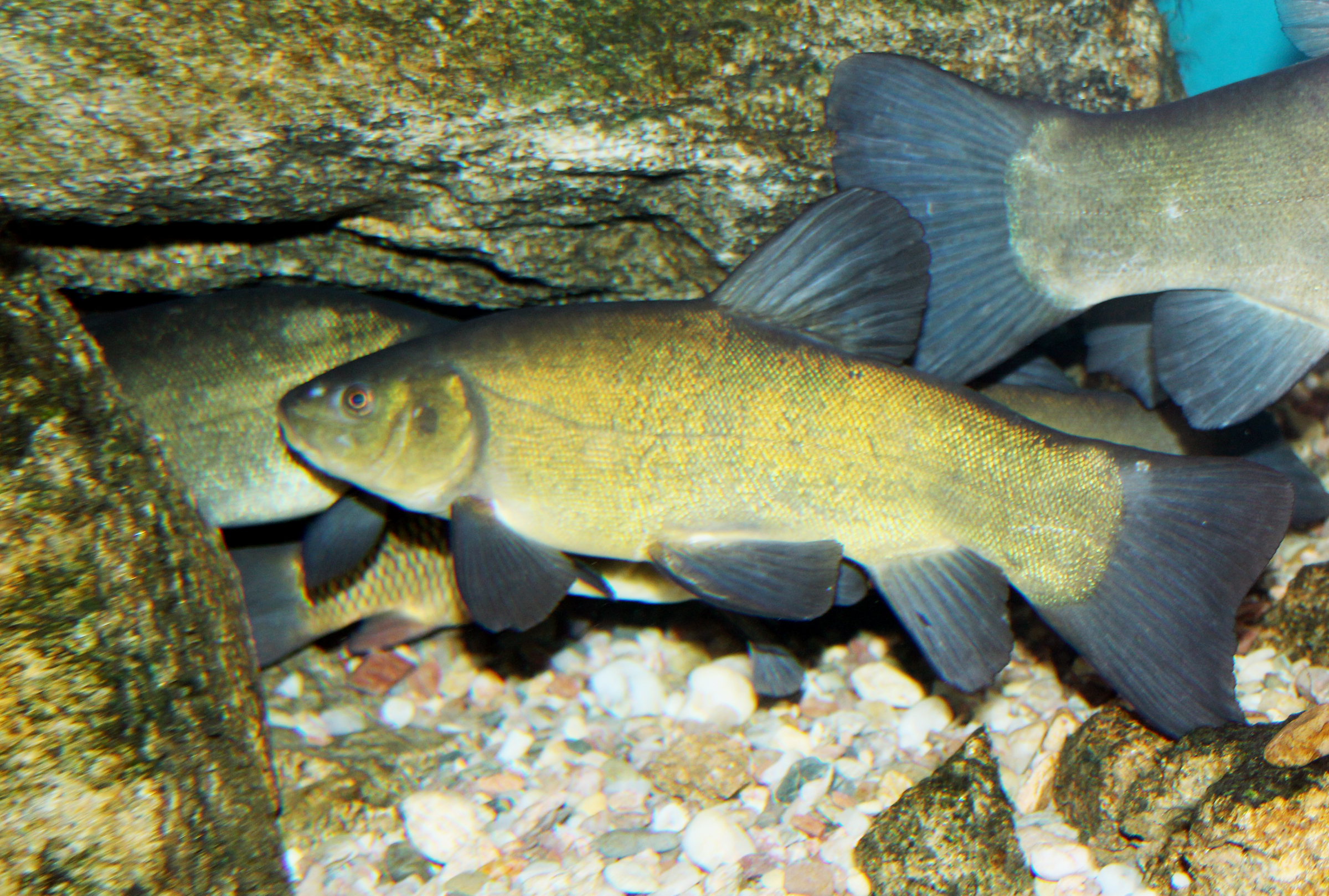
Schleie (Tinca tinca)

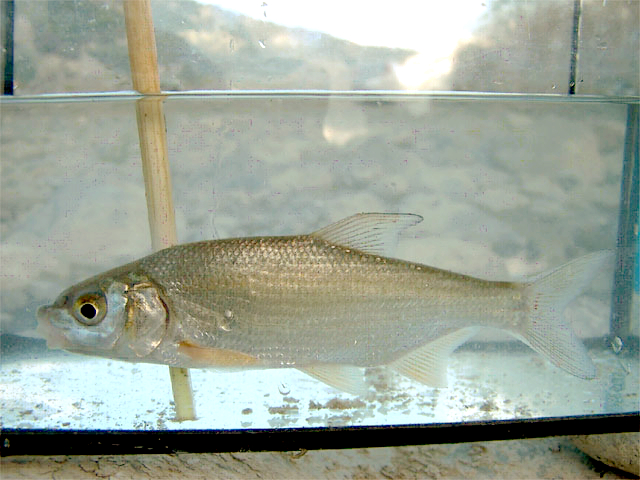
Schiedling (Vimba melanops)

- Portugiesische Plötze (Achondrostoma oligolepis)
- Schneider (Alburnoides bipunctatus)
- Alburnoides economoui
- Ohrid-Schneider (Alburnoides ohridanus)
- Prespa-Schneider (Alburnoides prespensis)
- Alburnoides thessalicus
- Weißer Ukelei (Alburnus albidus)
- Ukelei (Alburnus alburnus)
- Kaukasischer Ukelei (Alburnus charusini)
- Alburnus danubicus
- Alburnus macedonicus
- Alburnus mandrensis
- Alburnus scoranza
- Spanische Elritze (Anaecypris hispanica)
- Barbengründling (Aulopyge huegelii)
- Zope (Ballerus ballerus)
- Albanische Barbe (Barbus albanicus)
- Barbe (Barbus barbus)
- Barbus biharicus
- Barbus caninus
- Barbus ciscaucasicus
- Türkische Barbe (Barbus cyclolepis)
- Barbus euboicus
- Barbus haasi
- Barbus macedonicus
- Forellenbarbe (Barbus meridionalis)
- Barbus peloponnesius
- Barbus petenyi
- Tiberbarbe (Barbus plebejus)
- Barbus prespensis
- Krimbarbe (Barbus tauricus)
- Italienische Barbe (Barbus tyberinus)
- Güster (Blicca bjoerkna)
- Giebel (Carassius gibelio) (N.)
- Goldfisch (Carassius auratus) (N.)
- Karausche (Carassius carassius)
- Kaukasischer Näsling (Chondrostoma colchicum)
- Dalmatischer Näsling (Chondrostoma knerii)
- Chondrostoma kubanicum
- Pardilla-Plötze (Chondrostoma lemmingii)
- Nase (Chondrostoma nasus)
- Terek-Näsling (Chondrostoma oxyrhynchum)
- Elritzennäsling (Chondrostoma phoxinus)
- Chondrostoma prespense
- Chondrostoma scodrense
- Italienischer Näsling (Chondrostoma soetta)
- Graskarpfen (Ctenopharyngodon idella) (N.)
- Karpfen (Cyprinus carpio)
- Weißflossen-Gründling (Gobio albipinnatus)
- Gobio banarescui
- Gründling (Gobio gobio)
- Soldators Gründling (Gobio soldatovi)
- Silberkarpfen (Hypophthalmichthys molitrix) (N.)
- Marmorkarpfen (Hypophthalmichthys nobilis) (N.)
- Pardilla-Plötze (Iberochondrostoma lemmingii)
- Moderlieschen (Leucaspius delineatus)
- Rapfen (Leuciscus aspius)
- Danilewski-Hasel (Leuciscus danilewskii)
- Aland (Leuciscus idus)
- Jugoslawischer Döbel (Leuciscus illyricus)
- Hasel (Leuciscus leuciscus)
- Makal-Strömer (Leuciscus microlepis)
- Kroatischer Strömer (Leuciscus polylepis)
- Adriatischer Hasel (Leuciscus svallize)
- Tursky-Strömer (Leuciscus turskyi)
- Luciobarbus bocagei
- Aral-Barbe (Luciobarbus brachycephalus)
- Bulatamai-Barbe (Luciobarbus capito)
- Iberische Barbe (Luciobarbus comizo)
- Griechische Barbe (Luciobarbus graecus)
- Ebro-Barbe (Luciobarbus graellsii)
- Luciobarbus guiraonis
- Luciobarbus microcephalus
- Andalusische Barbe (Luciobarbus sclateri)
- Luciobarbus steindachneri
- Makedonische Plötze (Pachychilon macedonicum)
- Albanische Plötze (Pachychilon pictum)
- Parachondrostoma arrigonis
- Parachondrostoma miegii
- Südwesteuropäischer Näsling (Parachondrostoma toxostoma)
- Griechische Elritze (Pelasgus stymphalicus)
- Ziege (Pelecus cultratus)
- Bobyrez-Döbel (Petroleuciscus borysthenicus)
- Dalmatische Elritze (Phoxinellus adspersus)
- Dubrovnik-Elritze (Phoxinellus pstrossii)
- Phoxinus isetensis
- Elritze (Phoxinus phoxinus)
- Lau (Protochondrostoma genei)
- Iberischer Näsling (Pseudochondrostoma polylepis)
- Blaubandbärbling (Pseudorasbora parva) (N.)
- Rhodeus meridionalis
- Bitterling (Rhodeus sericeus)
- Sumpfelritze (Rhynchocypris percnurus)
- Weißflossen-Gründling (Romanogobio albipinnatus)
- Romanogobio antipai
- Romanogobio banaticus
- Belings Gründling (Romanogobio belingi)
- Po-Gründling (Romanogobio benacensis)
- Kaukasischer Gründling (Romanogobio ciscaucasicus)
- Romanogobio elimeius
- Kesslers Gründling (Romanogobio kesslerii)
- Romanogobio parvus
- Romanogobio pentatrichus
- Romanogobio tanaiticus
- Steingreßling (Romanogobio uranoscopus)
- Donau-Weißflossengründling (Romanogobio vladykovi)
- Rutilus aula
- Rutilus basak
- Schwarzmeerplötze (Rutilus frisii)
- Rutilus heckelii
- Rutilus karamani
- Perlfisch (Rutilus meidingerii)
- Rutilus ohridanus
- Frauennerfling (Rutilus pigus)
- Rutilus prespensis
- Rotauge oder Plötze (Rutilus rutilus)
- Rutilus ylikiensis
- Südeuropäische Plötze (Sarmarutilus rubilio)
- Scardinius acarnanicus
- Rotfeder (Scardinius erythrophthalmus)
- Griechische Rotfeder (Scardinius graecus)
- Scardinius racovitzai
- Scardinius scardafa
- Kaukasischer Döbel (Squalius aphipsi)
- Döbel (Squalius cephalus)
- Ghizani (Squalius ghigii)
- Squalius palaciosi
- Telestes dabar
- Telestes miloradi
- Telestes pleurobipunctatus
- Strömer (Telestes souffia)
- Ukliva-Strömer (Telestes ukliva)
- Schleie (Tinca tinca)
- Calandio-Plötze (Tropidophoxinellus alburnoides)
- Tropidophoxinellus hellenicus
- Tropidophoxinellus spartiaticus
- Seerüßling (Vimba elongata)
- Schiedling (Vimba melanops)
- Zährte (Vimba vimba)

## Saugkarpfen(Catostomidae)
- Alaska-Saugdöbel (Catostomus catostomus) (N.)
- Kleinmäuliger Büffelfisch (Ictiobus bubalus) (N.)
- Großmäuliger Büffelfisch (Ictiobus cyprinellus) (N.)
- Schwarzer Büffelfisch (Ictiobus niger) (N.)

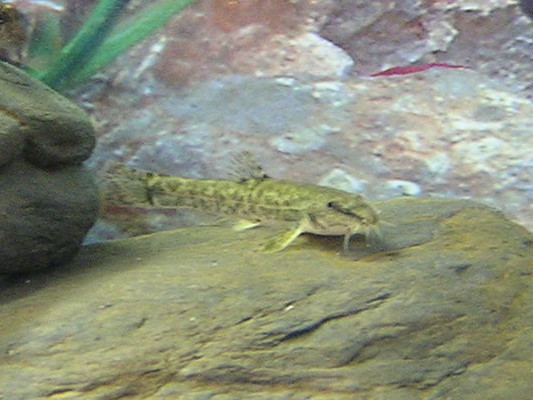
Bachschmerle (Barbatula barbatula)

## Bachschmerlen(Nemacheilidae)
- Bachschmerle (Barbatula barbatula)
- Barbatula quignardi
- Barbatula sturanyi
- Barbatula zetensis
- Angora-Schmerle (Oxynoemacheilus angorae)
- Oxynoemacheilus bureschi
- Terek-Schmerle (Oxynoemacheilus merga)
- Oxynoemacheilus pindus

## Steinbeißer(Cobitidae)
- Cobitis arachthosensis
- Cobitis bilineata
- Cobitis calderoni
- Cobitis dalmatina

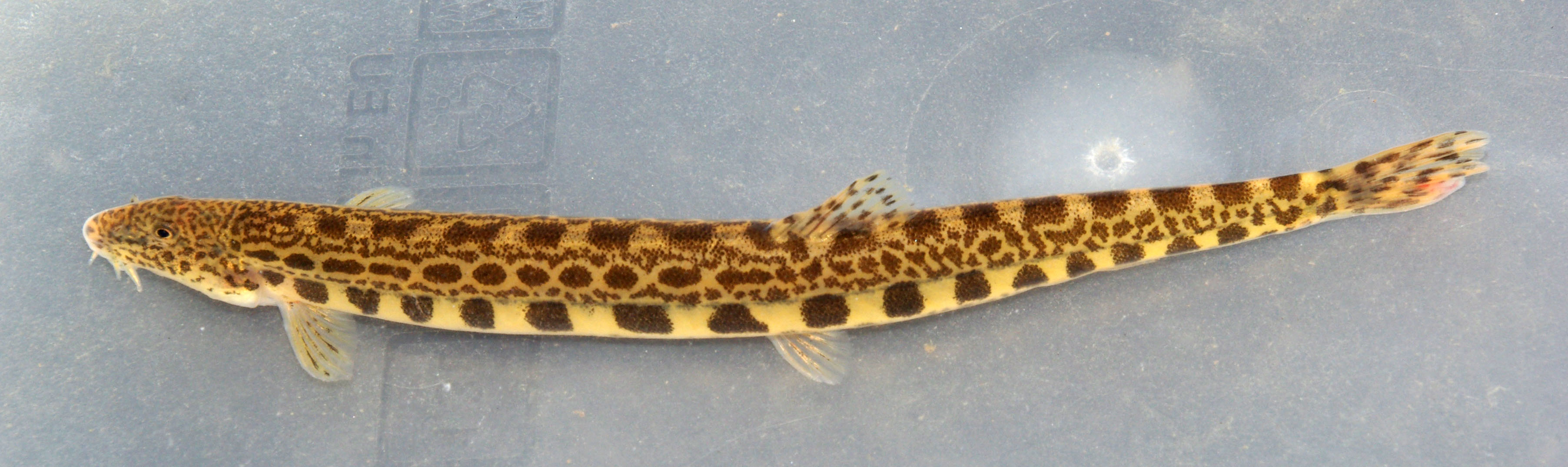
Cobitis calderoni

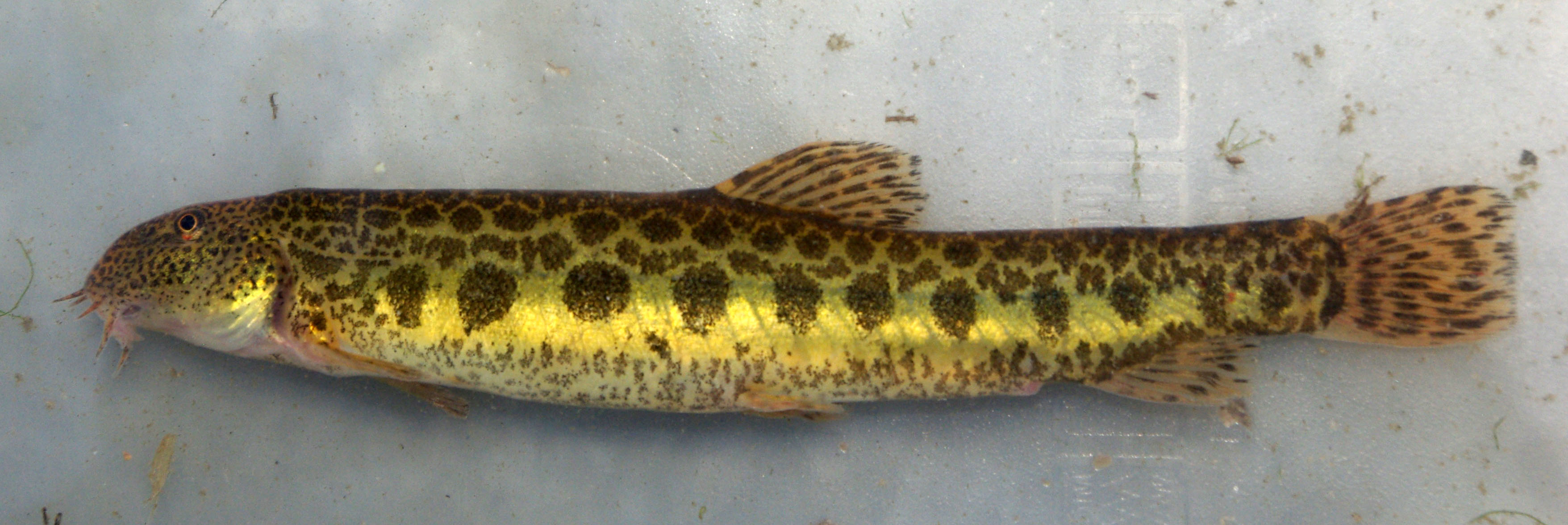
Cobitis paludica

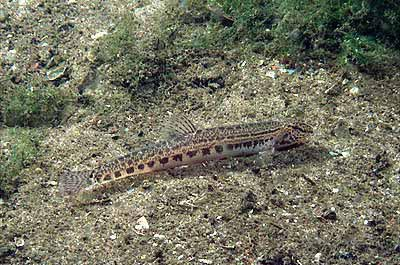
Steinbeißer (Cobitis taenia)

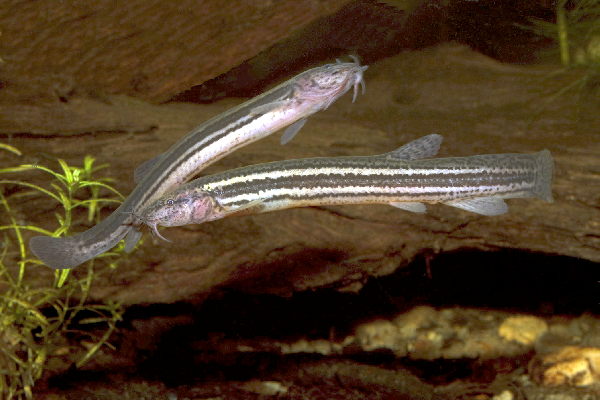
Europäischer Schlammpeitzger (Misgurnus fossilis)

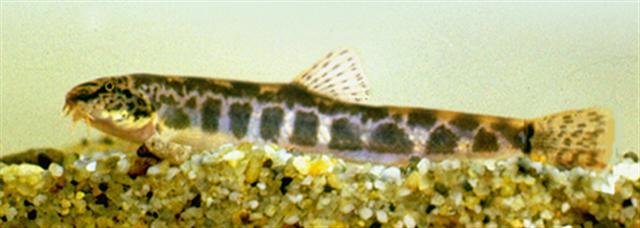
Sabanejewia bulgarica

- Balkan-Steinbeißer (Cobitis elongata)
- Cobitis elongatoides
- Cobitis feroniae
- Cobitis hellenica
- Cobitis illyrica
- Cobitis jadovaensis
- Cobitis maroccana
- Cobitis megaspila
- Cobitis melanoleuca
- Cobitis meridionalis
- Cobitis narentana
- Ohrid-Steinbeißer (Cobitis ohridana)
- Cobitis paludica
- Cobitis pontica
- Cobitis puncticulata
- Cobitis punctilineata
- Cobitis rhodopensis
- Cobitis stephanidisi
- Cobitis strumicae
- Steinbeißer (Cobitis taenia)
- Cobitis tanaitica
- Cobitis taurica
- Cobitis trichonica
- Cobitis vardarensis
- Cobitis vettonica
- Cobitis zanandreai
- Europäischer Schlammpeitzger (Misgurnus fossilis)
- Gold-Steinbeißer (Sabanejewia aurata)
- Balkan-Goldsteinbeißer (Sabanejewia balcanica)
- Baltischer Goldsteinbeißer (Sabanejewia baltica)
- Sabanejewia bulgarica
- Kaspischer Steinbeißer (Sabanejewia caspia)
- Italienischer Steinbeißer (Sabanejewia larvata)
- Rumänischer Steinbeißer (Sabanejewia romanica)

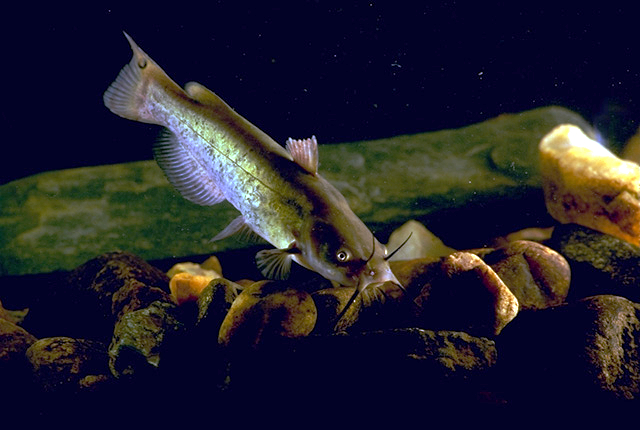
Katzenwels (Ameiurus nebulosus)

- Sabanejewia vallachica

## Welsartige(Siluriformes)
- Schwarzer Zwergwels (Ameiurus melas) (N.)
- Brauner Katzenwels (Ameiurus nebulosus) (N.)
- Getüpfelter Gabelwels (Ictalurus punctatus) (N.)
- Wels (Silurus glanis)
- Pangasius (Pangasianodon hypophthalmus)
- Aristoteles-Wels (Silurus aristotelis)
- Gelber Drachenwels (Tachysurus fulvidraco) (N.)

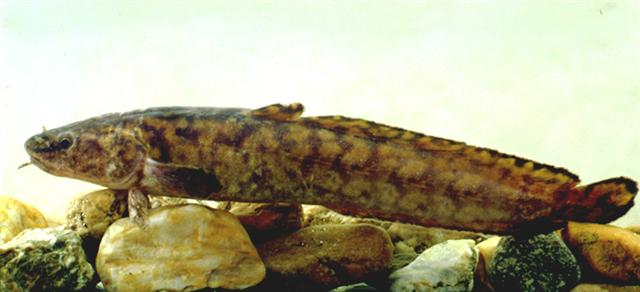
Quappe (Lota lota)

## Dorschartige(Gadiformes)
- Quappe (Lota lota)

## Grundelartige(Gobiiformes)

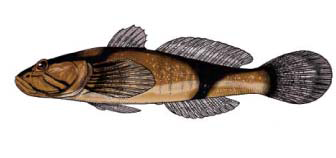
Gebänderte Kaulquappen-Grundel (Benthophiloides brauneri)

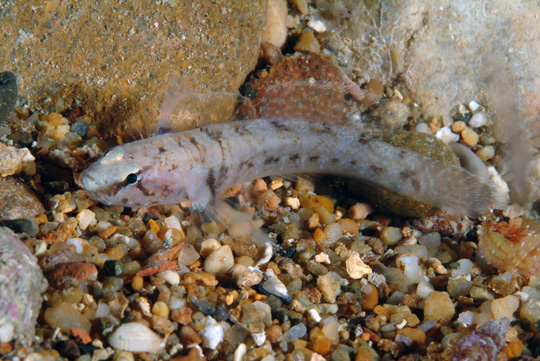
Chromogobius zebratus

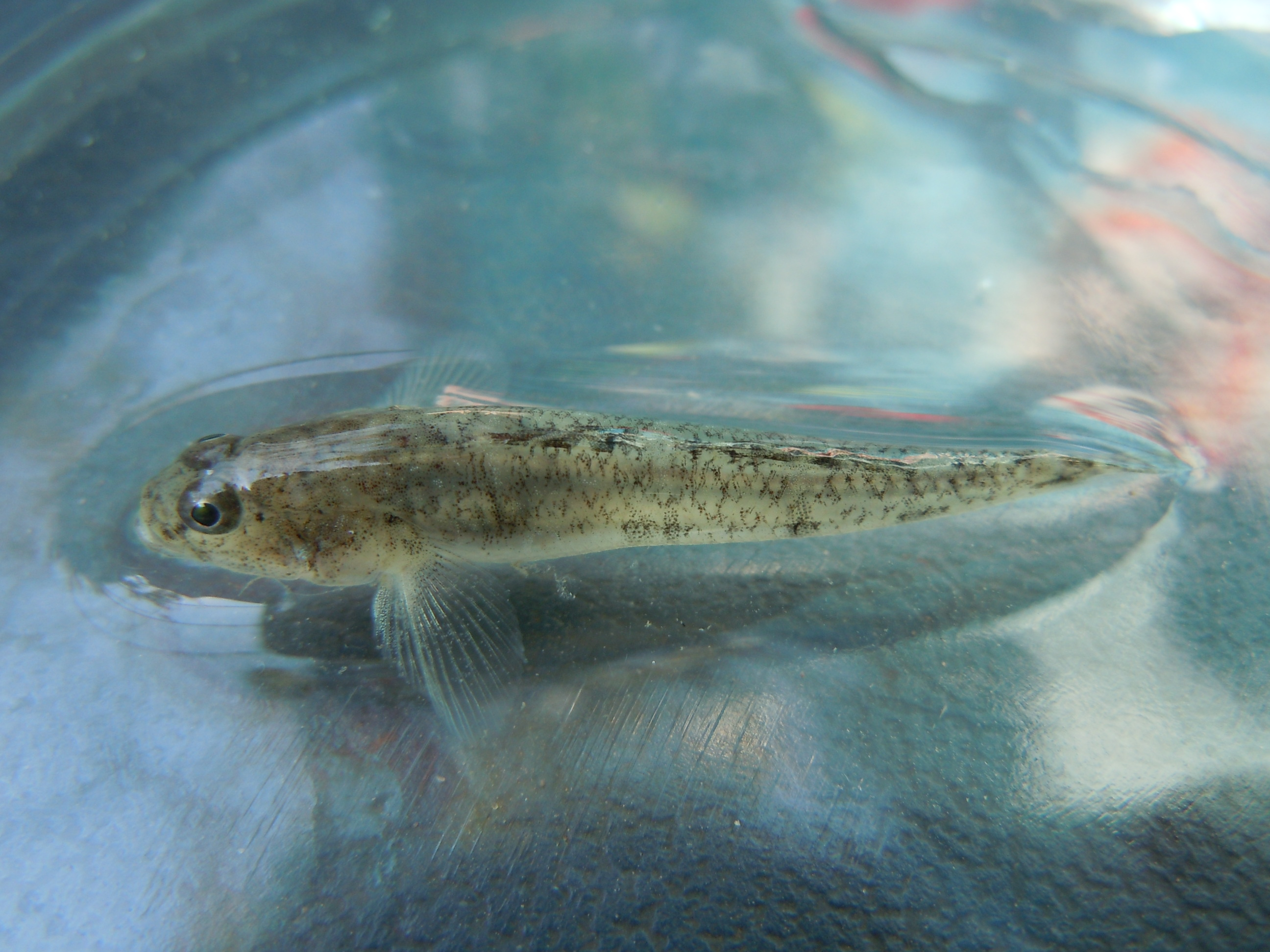
Langschwanzgrundel (Knipowitschia longecaudata)

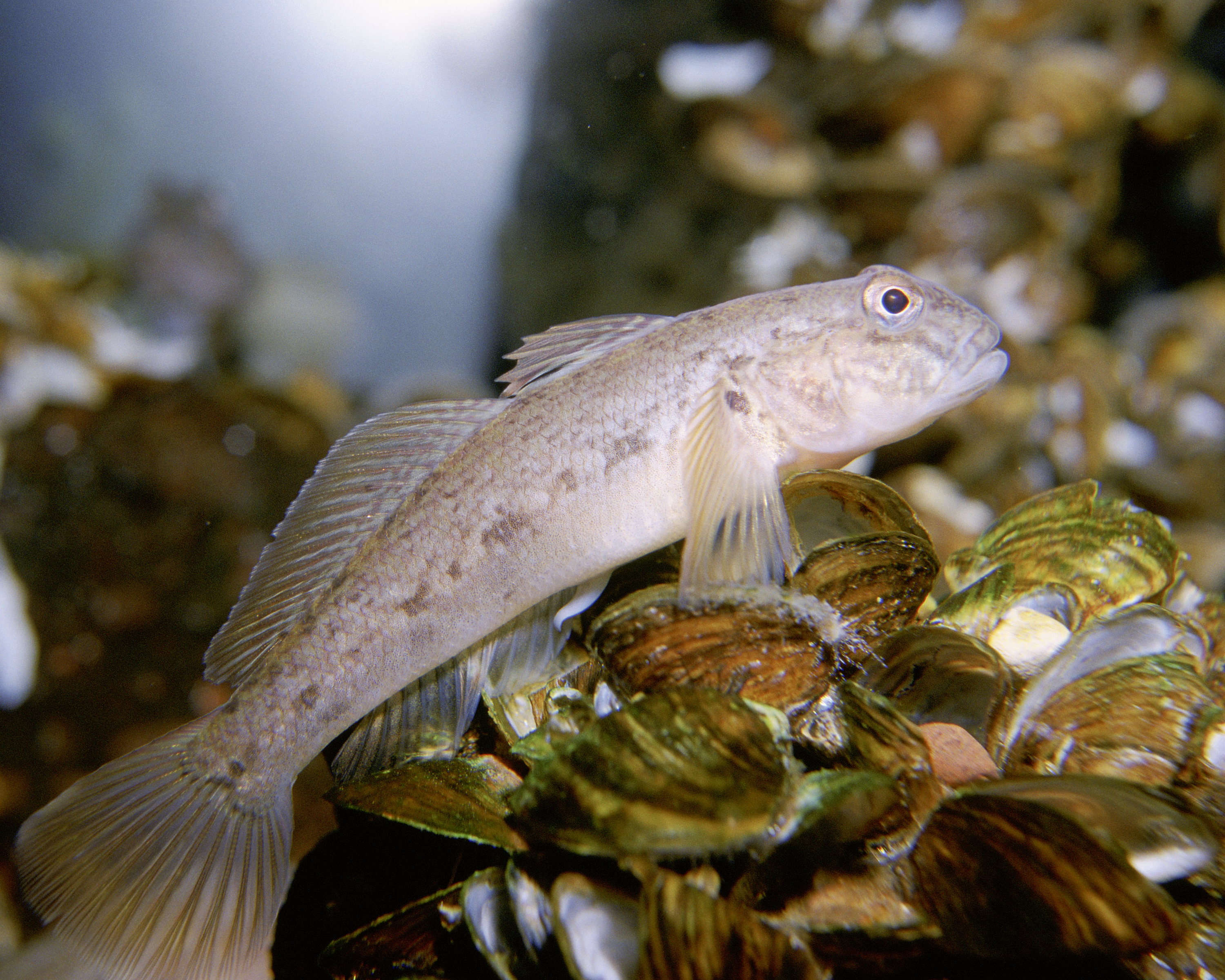
Schwarzmund-Grundel (Neogobius melanostomus)

- Nackthalsgrundel (Babka gymnotrachelus)
- Gebänderte Kaulquappen-Grundel (Benthophiloides brauneri)
- Benthophilus durrelli
- Rauhe Kaulquappen-Grundel (Benthophilus granulosus)
- Benthophilus leobergius
- Kaspische Kaulquappengrundel (Benthophilus macrocephalus)
- Benthophilus magistri
- Benthophilus mahmudbejovi
- Benthophilus nudus
- Stern-Kaulquappengrundel (Benthophilus stellatus)
- Kaspi-Grundel (Caspiosoma caspium)
- Economidichthys pygmaeus
- Economidichthys trichonis
- Berggrundel (Hyrcanogobius bergi)
- Knipowitschia cameliae
- Kaukasus-Grundel (Knipowitschia caucasica)
- Knipowitschia croatica
- Knipowitschia goerneri
- Langschwanzgrundel (Knipowitschia longecaudata)
- Knipowitschia milleri
- Knipowitschia mrakovcici
- Lagunengrundel (Knipowitschia panizzae)
- Knipowitschia punctatissima
- Knipowitschia radovici
- Griechische Grundel (Knipowitschia thessala)
- Krötengrundel (Mesogobius batrachocephalus)
- Flussgrundel (Neogobius fluviatilis)
- Schwarzmund-Grundel (Neogobius melanostomus)
- Neogobius pallasi
- Gardasee-Grundel (Padogobius bonelli)
- Italienische Grundel (Padogobius nigricans)
- Canestrini-Grundel (Pomatoschistus canestrinii)
- Strandgrundel (Pomatoschistus microps)
- Ponticola constructor
- Ponticola eurycephalus
- Kessler-Grundel (Ponticola kessleri)
- Syrman-Grundel (Ponticol syrman)
- Marmorierte Grundel (Proterorhinus marmoratus)
- Proterorhinus nasalis
- Proterorhinus semilunaris
- Proterorhinus tataricus
- Amur-Schläfergrundel (Perccottus glenii) (N.)

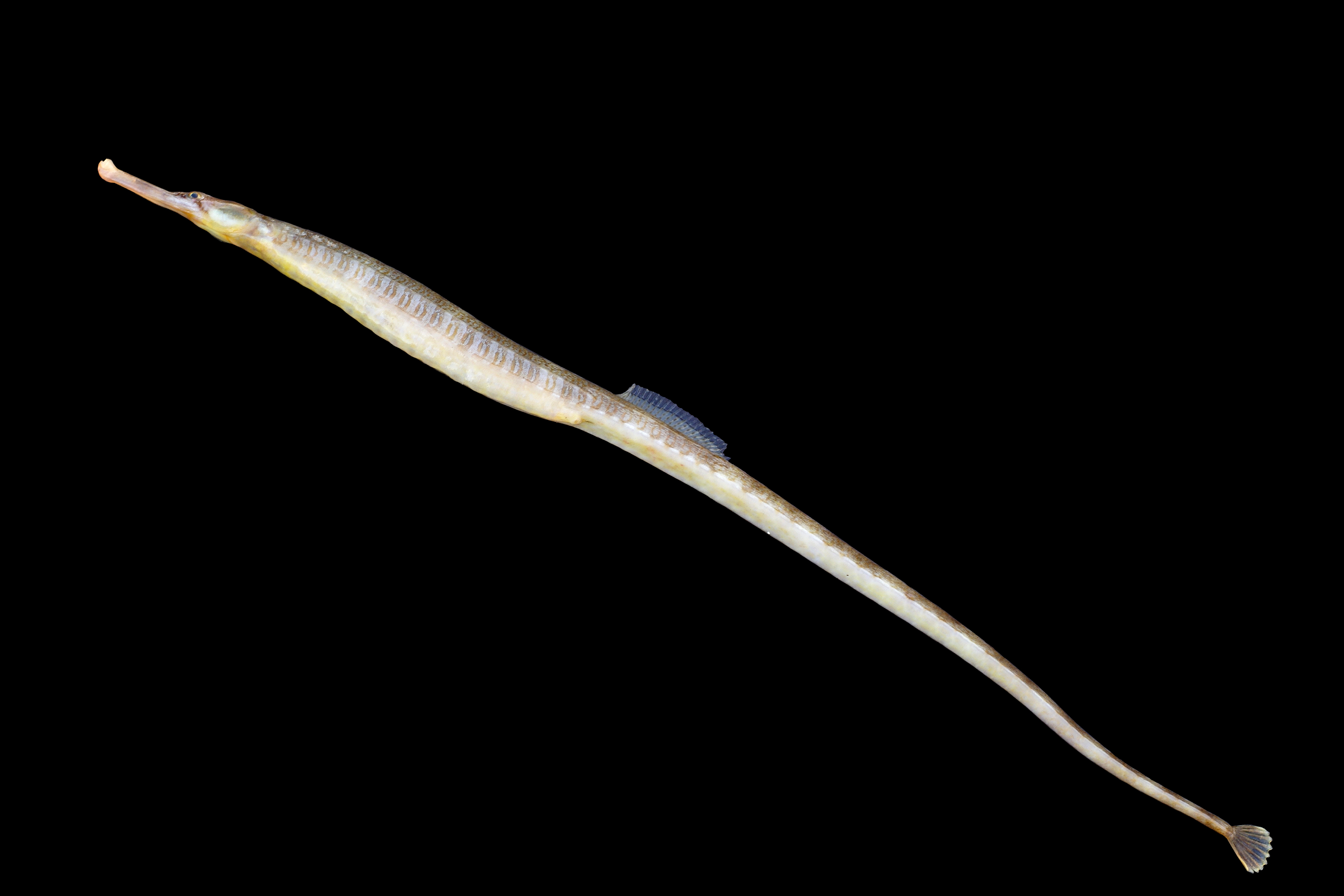
Große Seenadel (Syngnathus acus)

## Seenadelartige(Syngnathiformes)
- Kleine Schlangennadel (Nerophis ophidion)
- Schwarzmeer-Seenadel (Syngnathus abaster)

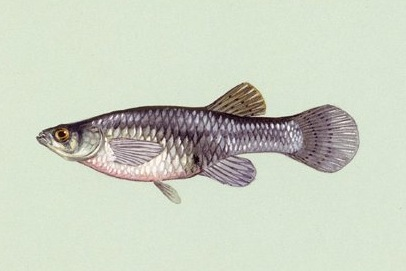
Koboldkärpfling (Gambusia affinis)

- Große Seenadel (Syngnathus acus)
- Grasnadel (Syngnathus typhle)

## Zahnkärpflinge(Cyprinodontiformes)
- Zebrakärpfling (Aphanius fasciatus)
- Apricaphanius baeticus
- Spanienkärpfling (Apricaphanius iberus)
- Valenciakärpfling (Valencia hispanica)
- Valencia letourneuxi
- Valencia robertae (im Pinios auf der Peloponnes)
- Koboldkärpfling (Gambusia affinis) (N.)
- Östlicher Moskitofisch (Gambusia holbrooki) (N.)
- Guppy (Poecilia reticulata) (N.)
- Blaubandkärpfling (Fundulus heteroclitus) (N.)

## Reisfische(Adrianichthyidae)
- Japanischer Reiskärpfling (Oryzias latipes) (N.)

## Ährenfischartige(Atheriniformes)

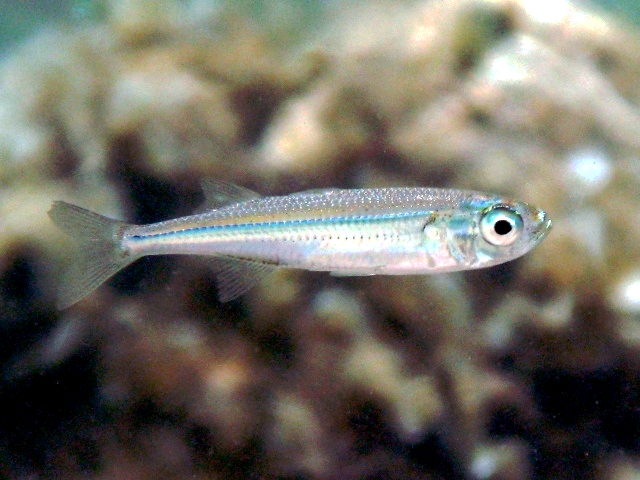
Kleiner Ährenfisch (Atherina boyeri)

- Kleiner Ährenfisch (Atherina boyeri)
- Großer Ährenfisch (Atherina hepsetus)
- Streifenfisch (Atherina presbyter)
- Odontesthes bonariensis (N.)

## Meeräschenartige(Mugiliformes)

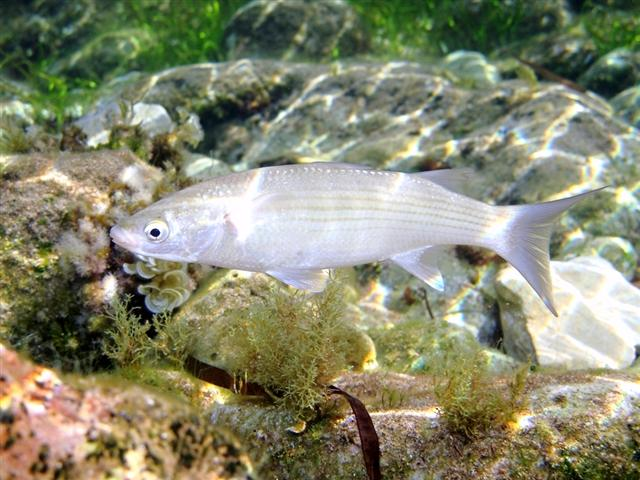
Dicklippige Meeräsche (Chelon labrosus)

- Dicklippige Meeräsche (Chelon labrosus)
- Gold-Meeräsche (Liza aurata)
- Dünnlippige Meeräsche (Liza ramada)
- Springmeeräsche (Liza saliens)
- Großköpfige Meeräsche (Mugil cephalus)
- Graue Meeräsche (Oedalechilus labeo)

## Buntbarsche(Cichlidae)
- Chanchito (Australoheros facetum) (N.)

## Schleimfische(Blenniidae)
- Süßwasser-Schleimfisch (Salaria fluviatilis)

## Plattfische(Pleuronectiformes)
- Flunder (Platichthys flesus)

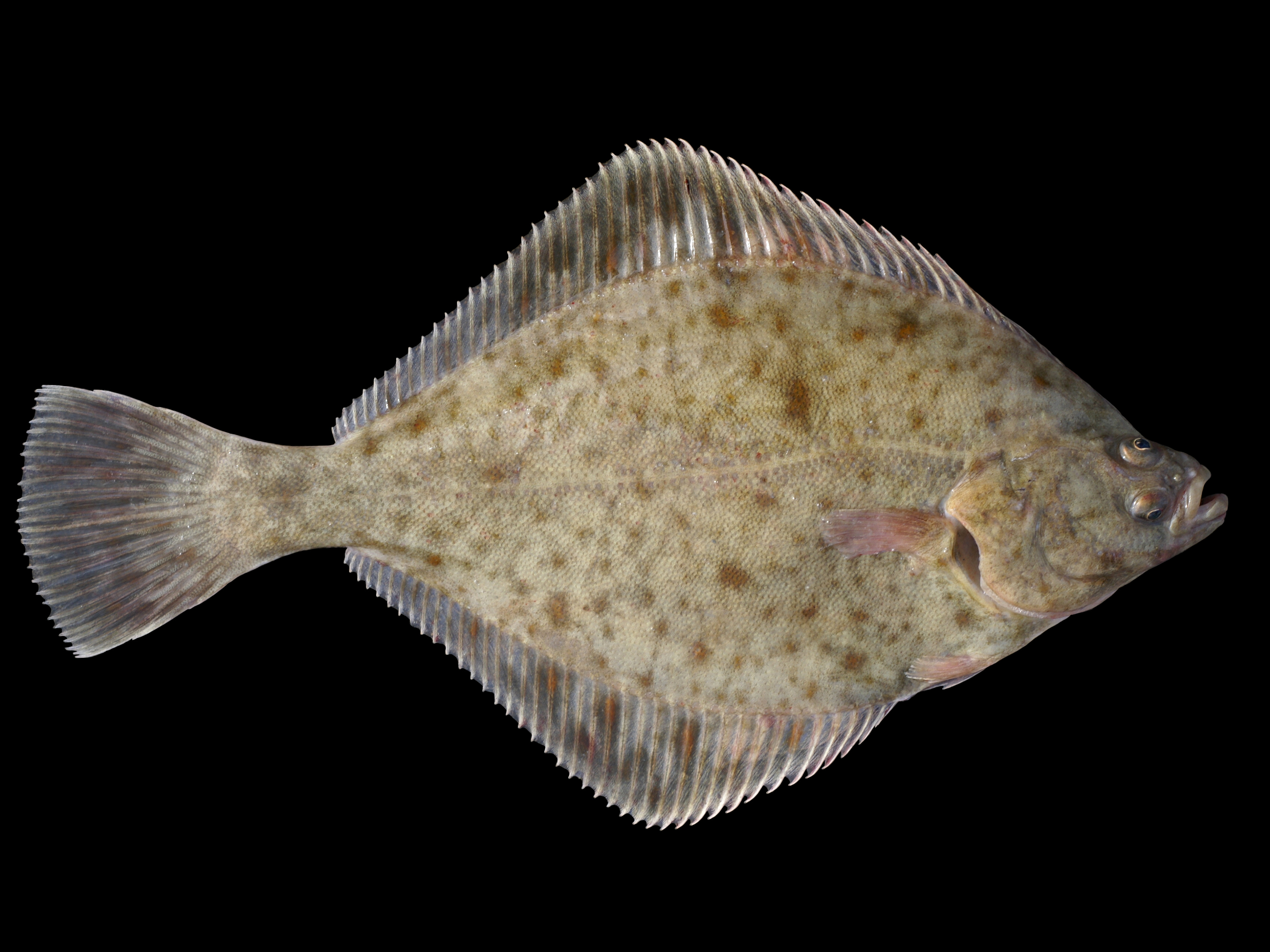
Flunder (Platichthys flesus)

- Arktische Flunder (Liopsetta glacialis)

## Wolfsbarsche(Moronidae)
- Europäischer Wolfsbarsch (Dicentrarchus labrax)
- Gefleckter Seebarsch (Dicentrarchus punctatus)

## Echte Barsche(Percidae)

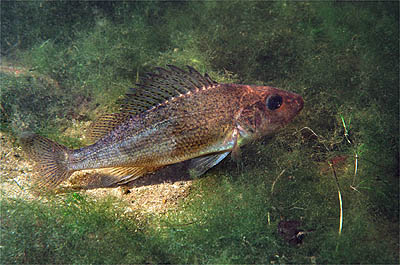
Kaulbarsch (Gymnocephalus cernuus)

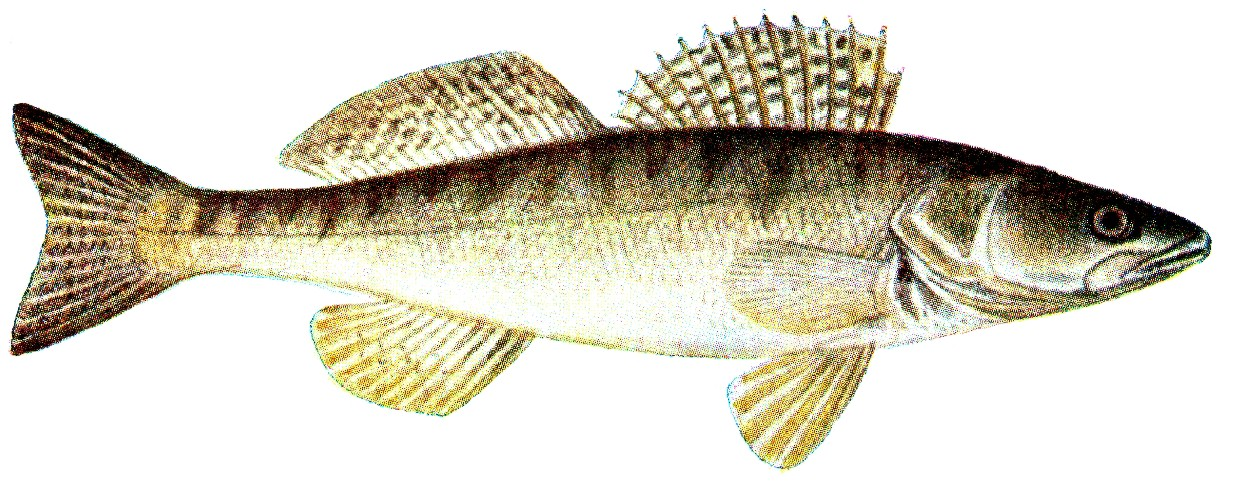
Zander (Sander lucioperca)

- Don-Kaulbarsch (Gymnocephalus acerina)
- Ammersee-Kaulbarsch (Gymnocephalus ambriaelacus)
- Donaukaulbarsch (Gymnocephalus baloni)
- Kaulbarsch (Gymnocephalus cernuus)
- Schrätzer (Gymnocephalus schraetzer)
- Flussbarsch (Perca fluviatilis)
- Perkarina (Percarina demidoffii)
- Groppenbarsch (Romanichthys valsanicola)
- Zander (Sander lucioperca)
- Seezander (Sander marinus)
- Wolgazander (Sander volgensis)
- Rhone-Streber (Zingel asper)
- Zingel balcanicus
- Streber (Zingel streber)
- Zingel (Zingel zingel)

## Sonnenbarsche(Centrarchidae)

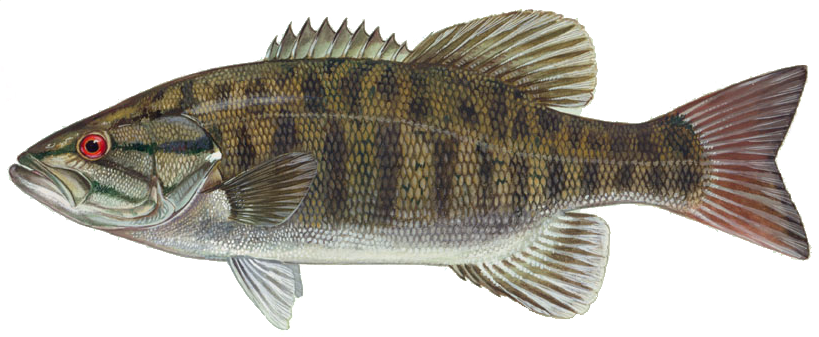
Schwarzbarsch (Micropterus dolomieu)

- Steinbarsch (Ambloplites rupestris) (N.)
- Großohriger Sonnenbarsch (Lepomis auritus) (N.)
- Grüner Sonnenbarsch (Lepomis cyanellus) (N.)
- Gemeiner Sonnenbarsch (Lepomis gibbosus) (N.)
- Schwarzbarsch (Micropterus dolomieu) (N.)
- Forellenbarsch (Micropterus salmoides) (N.)

## Groppenverwandte(Cottales)
- Cottus aturi
- Cottus cyclophthalmus
- Groppe (Cottus gobio)
- Cottus dorofeevi
- Cottus duranii
- Cottus haemusi
- Cottus hispaniolensis
- Cottus koshewnikowi
- Cottus metae
- Cottus microstomus
- Scheldegroppe (Cottus perifretum)
- Petit-Groppe (Cottus petiti)

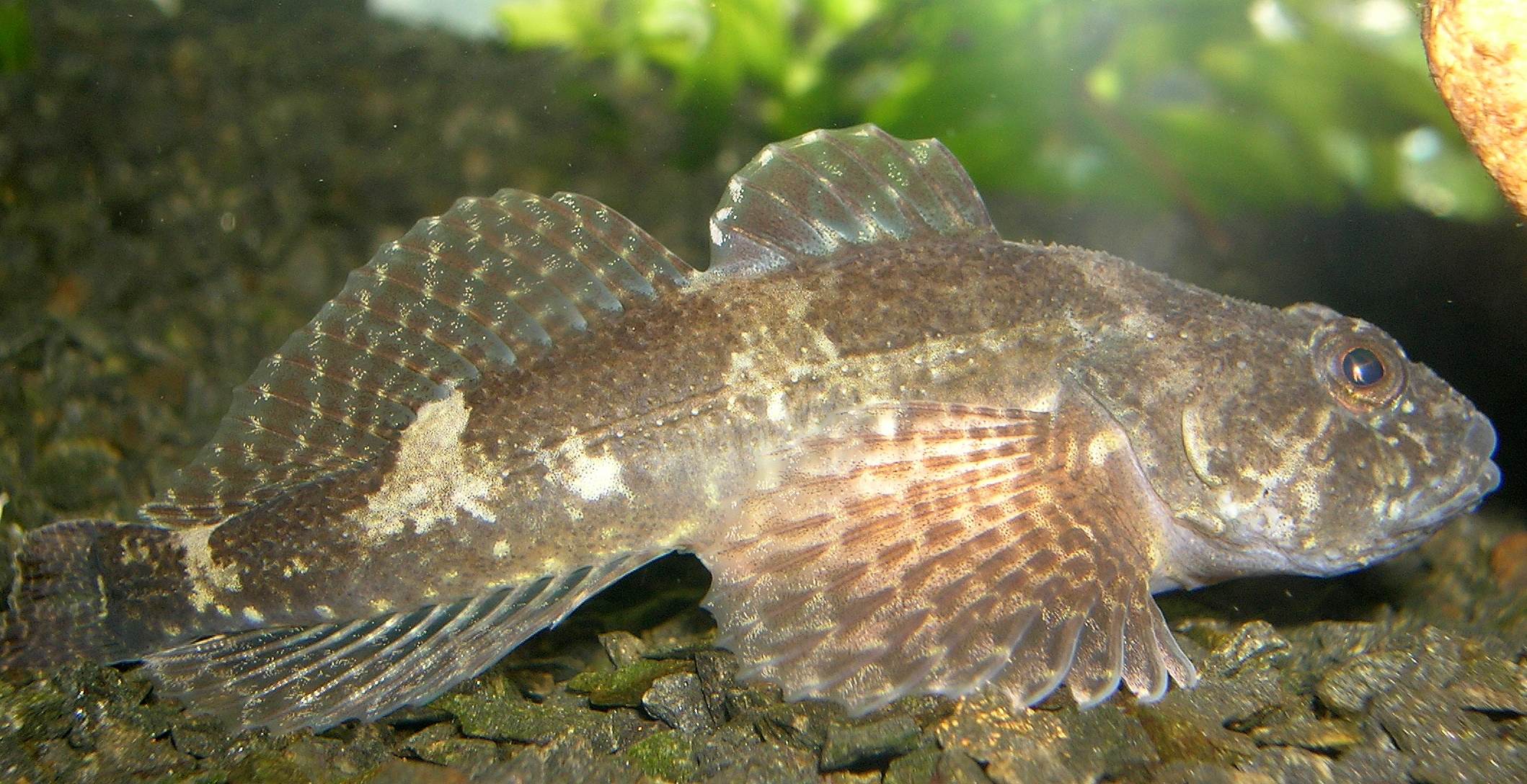
Groppe (Cottus gobio)

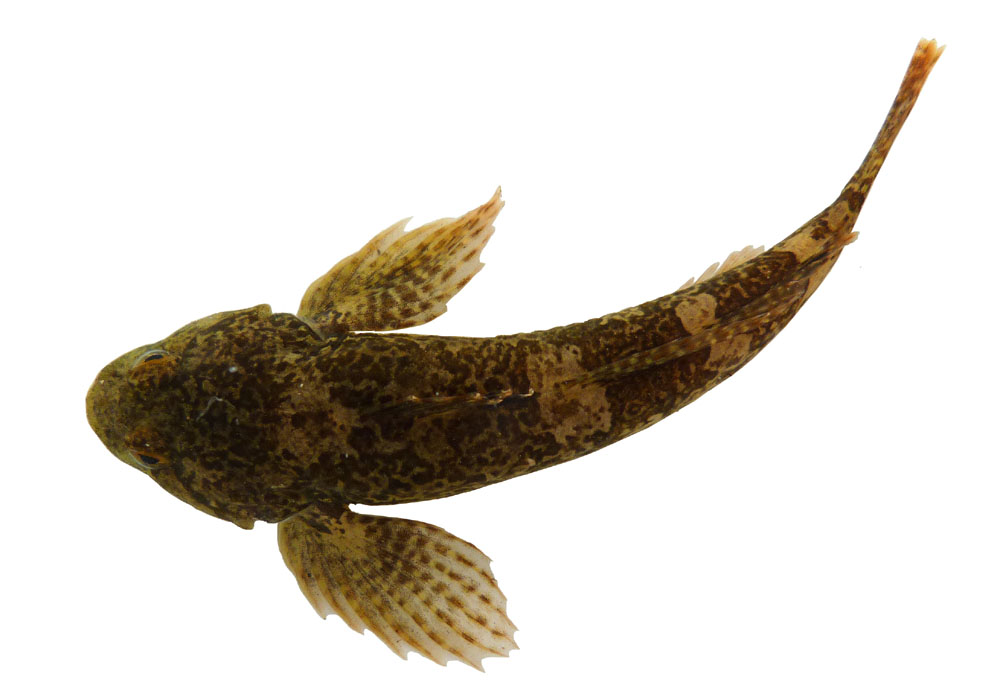
Cottus rondeleti

- Sibirische Groppe (Cottus poecilopus)
- Rheingroppe (Cottus rhenanus)
- Cottus rondeleti
- Cottus sabaudicus
- Cottus scaturigo
- Cottus transsilvaniae
- Vierhörniger Seeskorpion (Myoxocephalus quadricornis)

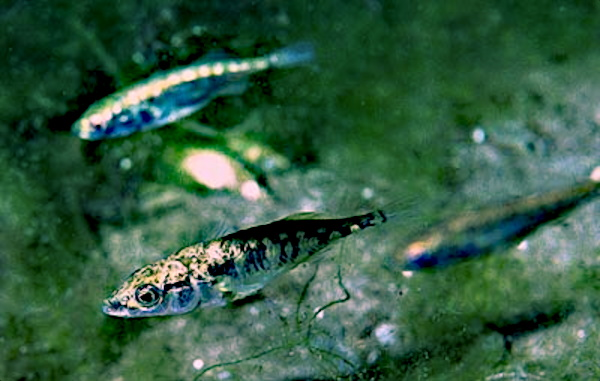
Dreistachliger Stichling (Gasterosteus aculeatus)

## Stichlinge(Gasterosteidae)
- Dreistachliger Stichling (Gasterosteus aculeatus)
- Griechischer Neunstachliger Stichling (Pungitius hellenicus)
- Ukrainischer Stichling (Pungitius platygaster)
- Pungitius laevis
- Neunstachliger Stichling (Pungitius pungitius)
- Pungitius vulgaris